# Malcolm (série télévisée)
Pour les articles homonymes, voir Malcolm.
Malcolm (Malcolm in the Middle) est une série télévisée américaine de 151 épisodes de 23 minutes, créée par Linwood Boomer et diffusée entre le 9 janvier 2000 et le 14 mai 2006 sur le réseau FOX.
Elle est diffusée régulièrement en Suisse (sur RTS Un et RTS Deux), en Belgique (sur Club RTL et Plug TV) et au Québec (sur Télé-Québec).
En France, la série est diffusée la première fois sur Série Club puis sur M6, avant d'être rediffusée régulièrement sur les autres chaînes du Groupe M6 (W9, 6ter, Paris Première, Gulli) ainsi que sur Warner TV.

## Synopsis
La série raconte le quotidien de la famille de Malcolm, troisième fils d'une fratrie de quatre garçons au début de la série. Il vit dans une famille américaine moyenne composée de Lois, sa mère autoritaire et déjantée, de Hal, son père, immature employé de bureau n'ayant aucun sens des responsabilités, et de ses trois frères, Francis, Reese et Dewey et d'un cinquième fils, Jamie, qui complétera la famille à partir de la quatrième saison.
L'humour caustique de la série repose principalement sur la vie de famille — qui est décrite de façon assez réaliste —, les situations burlesques s'enchaînant parfois à un rythme effréné, et le second degré : Malcolm et ses frères font les pires bêtises à la maison comme à l'école et se mettent dans des situations inimaginables.
Dans le premier épisode, Lois se démarque déjà en tant que mère dominatrice qui gère la maison et la famille à elle seule. Hal, le père, laisse sa femme prendre toutes les décisions à la maison car, comme révélé dans l'épisode 12 de la saison 6, en raison d'un traumatisme lors de son enfance, il n'est plus capable de prendre de décision seul.
C'est dans le premier épisode que l'on apprend que Malcolm a un haut quotient intellectuel de 165, et se retrouve alors inscrit dans une classe spécialisée pour surdoués, surnommés les « têtes d'ampoule », et où débute son amitié avec Stevie Kenarban.
Le frère aîné, Francis, rebelle à toute autorité, vit sa vie ailleurs que dans la maison familiale car il est envoyé dans une école militaire, où il reste jusqu'à la saison 3, avant de partir travailler en Alaska où il épouse une jeune native américaine nommée Piama, puis de s'établir en tant que régisseur dans un ranch géré par un couple d'Allemands naïfs, excentriques et débonnaires. Lors de son séjour à l'école militaire, il tente lors de chaque appel téléphonique à sa famille de faire culpabiliser ses parents pour qu'ils le laissent rentrer à la maison, mais en vain.
Reese, le deuxième fils de la famille, est à l'opposé du surdoué Malcolm : il est d'une stupidité affligeante mais comique, il est violent, cruel, mauvais élève, maltraite ses frères et désespère ses parents.
Dewey, le petit frère de Malcolm, est rêveur, naïf, vit des aventures parallèles seul et se découvre un talent caché pour le piano.
Jamie, le petit dernier qui naît à la fin de la quatrième saison, commence dès son plus jeune âge à être manipulateur.
D'autres personnages, réguliers ou occasionnels, ponctuent aussi la vie de Malcolm : camarades de classes, petites amies, grands-parents, collègues de travail et amis des parents, voisins, animaux, etc.
Dans le dernier épisode, Lois, qui apprend qu'elle est enceinte d'un sixième enfant, évoque avec ses fils leur destin futur. Si Jamie est encore trop petit pour avoir un avenir établi, elle destine Reese à être concierge de lycée toute sa vie (ce qui lui convient parfaitement), Dewey à vivre dans le luxe et la facilité, alors que Malcolm, qui entre à Harvard et y travaille en parallèle comme homme d'entretien, sera un jour président des États-Unis. Francis est devenu employé de bureau, vit avec Piama et continue d'énerver sa mère en lui faisant croire qu'il n'a pas de travail et qu'il n'a pas envie d'en chercher.

## Distribution

### Acteurs principaux
- Frankie Muniz (VF : Brice Ournac) : Malcolm Wilkerson, le troisième enfant
- Jane Kaczmarek (VF : Marion Game) : Lois Wilkerson, la mère
- Bryan Cranston (VF : Jean-Louis Faure) : Hal Wilkerson, le père
- Christopher Kennedy Masterson (VF : Cédric Dumond) : Francis Wilkerson, l'aîné
- Justin Berfield (VF : Romain Douilly : saisons 1-2, puis Donald Reignoux : saisons 3-7) : Reese Wilkerson, le deuxième enfant
- Erik Per Sullivan (VF : Yann Peyroux) : Dewey Wilkerson, le quatrième enfant
- James et Lukas Rodriguez : Jamie Wilkerson, le cinquième enfant (saisons 4-7)

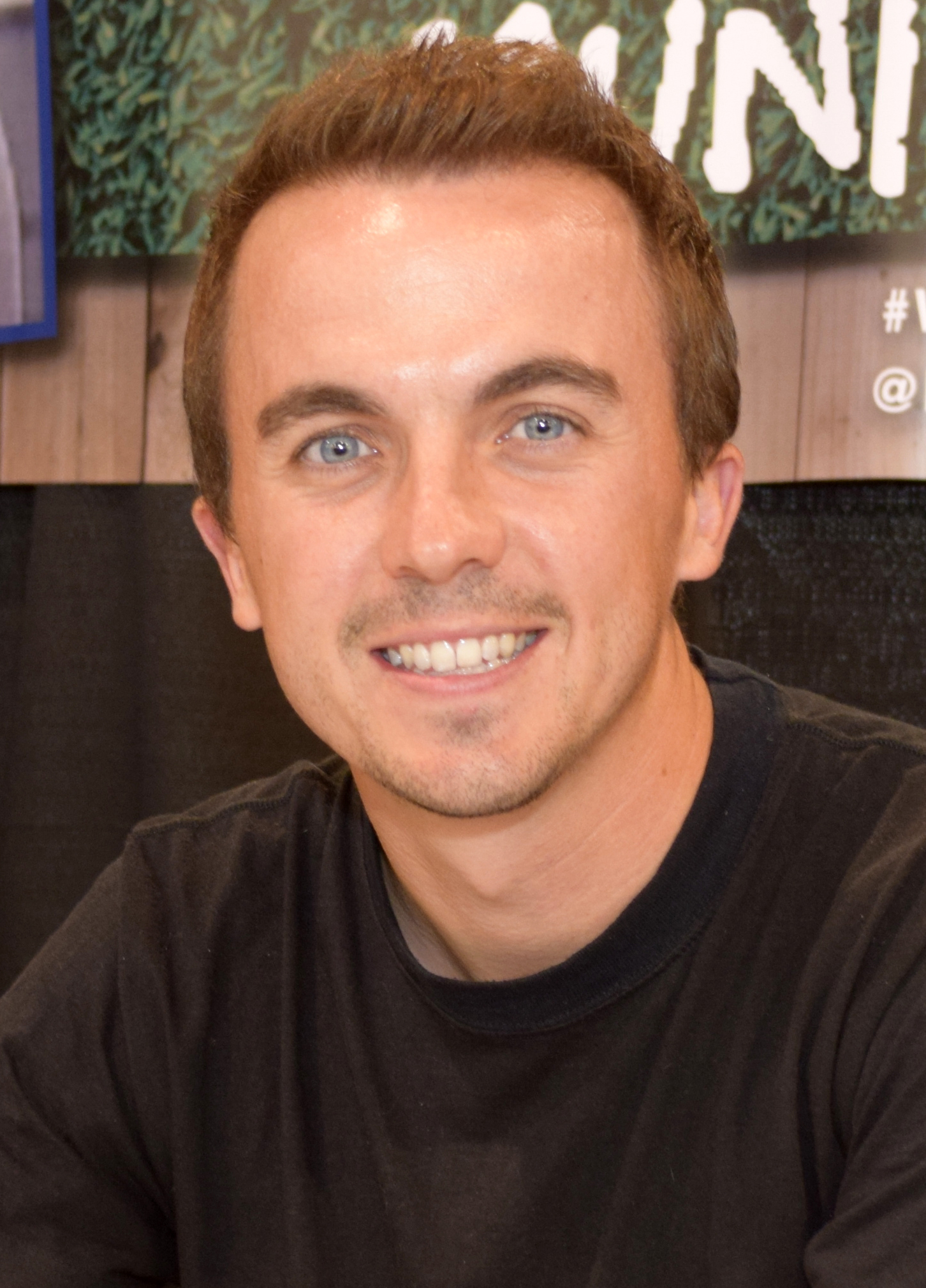
Frankie Muniz
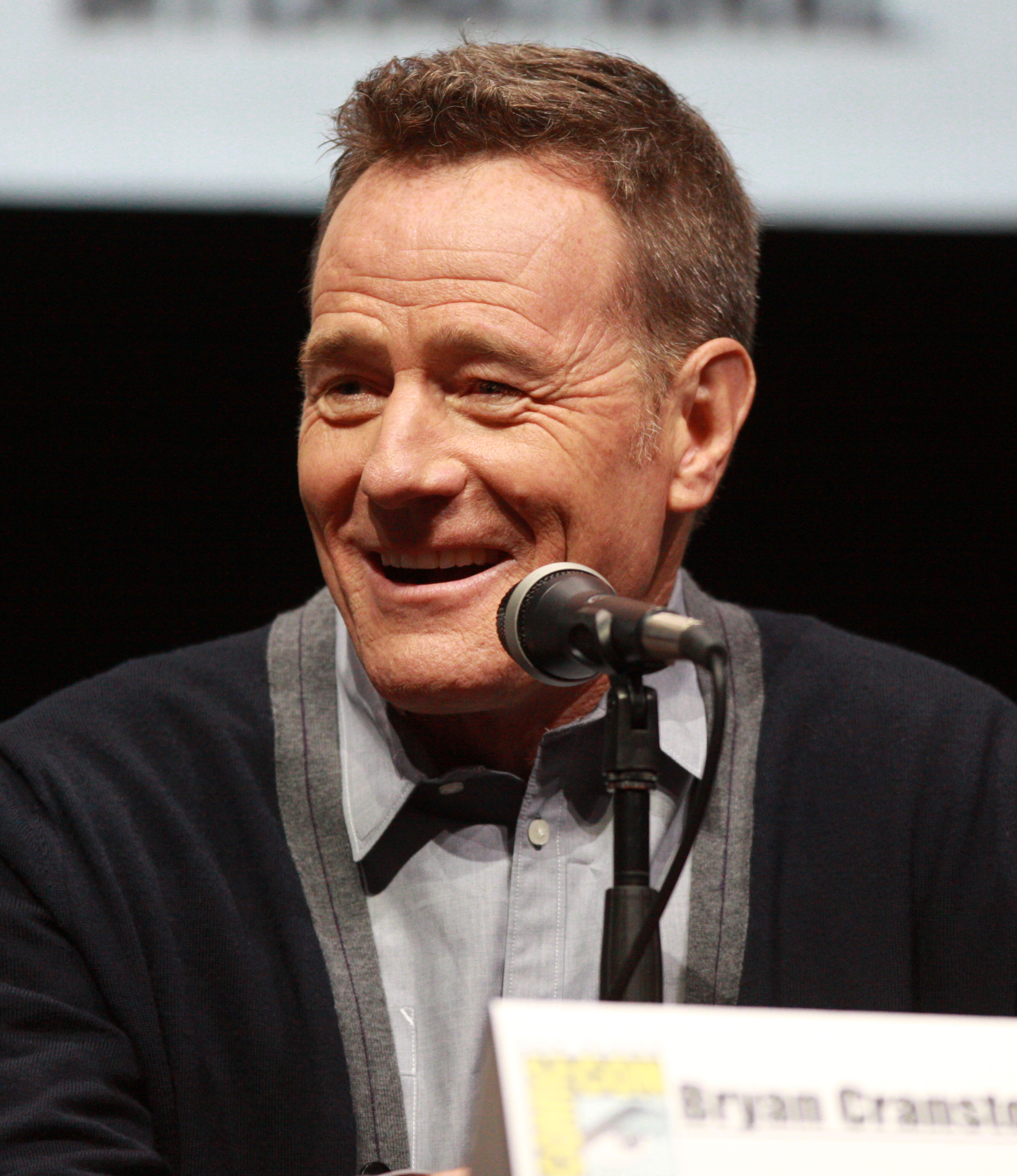
Bryan Cranston
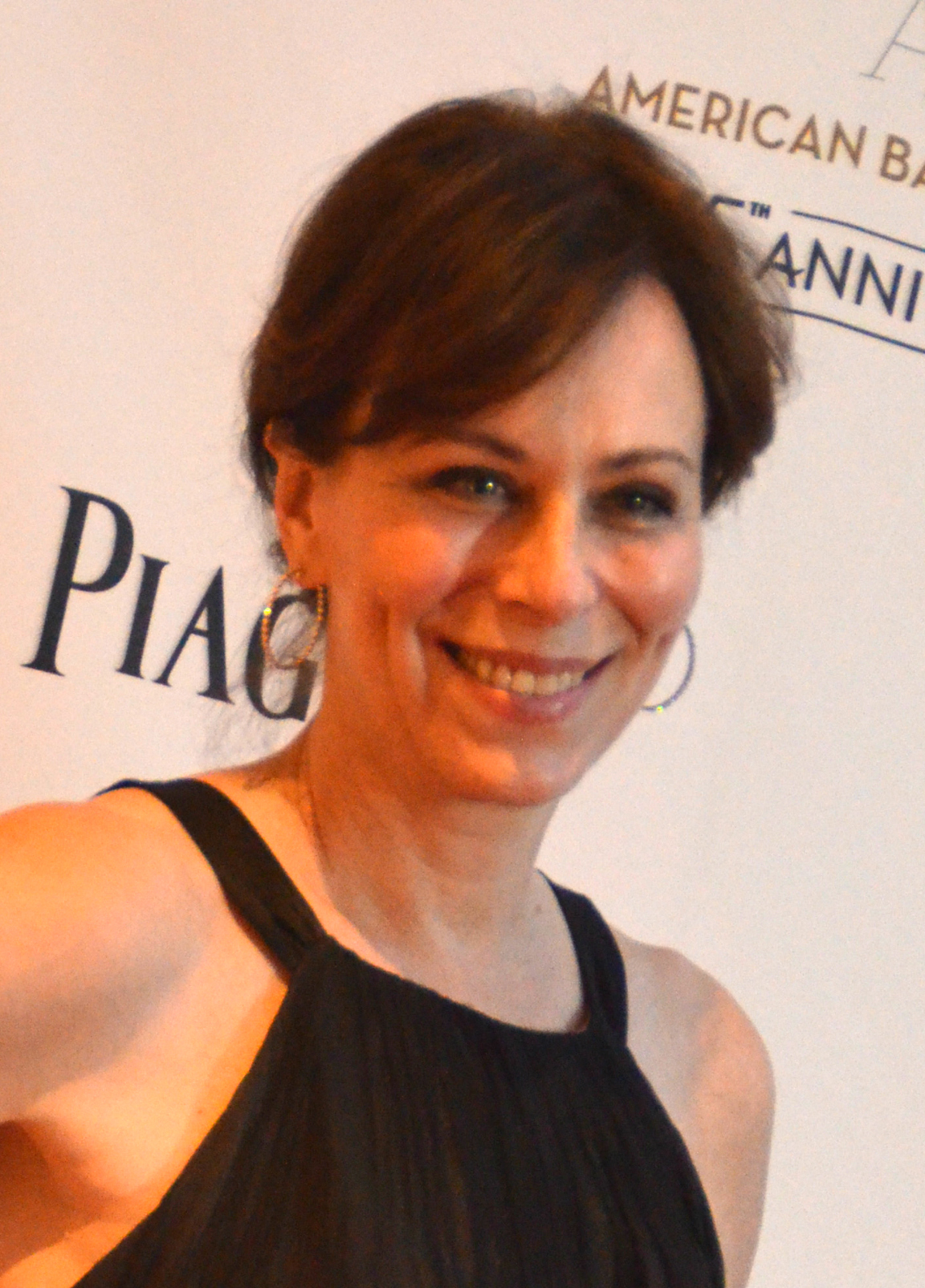
Jane Kaczmarek
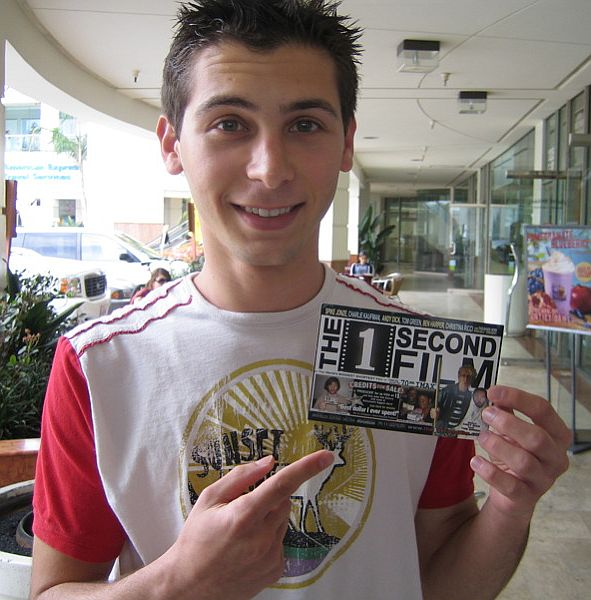
Justin Berfield

### Acteurs secondaires et invités
- Craig Lamar Traylor (VF : Alexandre Nguyen) : Stevie Kenarban, une « tête d'ampoule » et meilleur ami de Malcolm (saisons 1 à 7)
- David Anthony Higgins (VF : Alain Flick) : Craig Feldspar (saisons 1 à 7)
- Gary Anthony Williams (VF : Guillaume Orsat) : Abe Kenarban, le père de Stevie (saisons 1 à 7)
- Evan Matthew Cohen (VF : Odile Schmitt (1re voix - saisons 1-3), Paolo Domingo (2e voix - saison 4)) : Lloyd Jensen, une « tête d'ampoule » (saisons 1 à 4 et 7)
- Kyle Sullivan (VF : Chantal Macé (1re voix - saisons 1-3), Yoann Sover (2e voix - saison 4)) : Dabney Hooper, une « tête d'ampoule » (saisons 1 à 4)
- Daniel von Bargen (VF : Benoît Allemane) : commandant Edwin Spangler (saisons 1 à 3)
- Todd Giebenhain : Richie (saisons 1 à 3)
- Eric Nenninger (VF : Vincent de Bouard) : Cadet Eric Hansen (saisons 1 à 3)
- Kasan Butcher : Cadet Joe (saisons 1 à 3)
- Catherine Lloyd Burns (VF : Kelvine Dumour) : Caroline Miller, l'institutrice de Malcolm et des « têtes d'ampoule » (saisons 1 et 2)
- Will Jennings : « Eraserhead » Kyle, une « tête d'ampoule » (saisons 1 et 2)
- Kristin Quick : Flora Mayesh, une « tête d'ampoule »
- Drew Powell (VF : Stéphane Ronchewski) : Cadet Drew Horton (saisons 1 et 2)
- Arjay Smith (VF : Stéphane Marais) : Cadet Ken Finley (saisons 1 et 2)
- Karim Prince (VF : Lucien Jean-Baptiste) : Cadet Stanley Winn (saison 1)
- Paul Willson (VF : Michel Muller) : Ed (saisons 1, 3, 5)
- Landry Allbright : Julie Houlerman (saison 1)
- Parker Mills : Circus (saison 1)
- Justin Pierce : Justin (saison 1)
- Merrin Dungey (VF : Maïk Darah) : l'institutrice de Malcolm (saison 1, épisode 1 : Je ne suis pas un monstre) / (VF : Annie Le Youdec) : Kitty Kenarban (saisons 1, 2, 3, 6)
- Aloma Wright (VF : Odile Schmitt) : l'infirmière (saison 1, épisode 3 : Seuls à la maison)
- Jerry Lambert (VF : Bruno Magne) : Dave (saison 1, épisode 8 : Panique au pique-nique)
- Elise Horn (VF : Charlotte Marin) : Tanya (saison 1, épisode 9 : Ma mère, ce héros)
- Beatrice Arthur (VF : Liliane Gaudet) : Mme White (saison 1, épisode 16 : Le Liquidateur)
- Tania Raymonde (VF : Laëtitia Godès) : Cynthia Sanders, une « tête d'ampoule » (saisons 2 à 4)
- Cloris Leachman (VF : Jane Val (voix principale - 1re voix) puis Jacqueline Cohen (2e voix - saison 7, ép. 11 et 22)) : Ida Welker, née Kenzel, la mère de Lois (saisons 2 à 7)
- Hallee Hirsh (VF : Adeline Chetail) : Jessica (saison 2, épisode 1 : Embouteillage)
- Jayne Taini (VF : Denise Metmer) : la conductrice (saison 2, épisode 1 : Embouteillage)
- Blair Wingo (en) (VF : Alexandra Garijo) : Amaani (saison 2, épisode 3 : Joyeux anniversaire Loïs)
- Melody Perkins (en) (VF : Léa Gabriele) : Patty Henderson, la baby-sitter (saison 2 épisode 6 : Le congrès)
- Octavia Spencer : caissière (saison 2 épisode 9 : Malcolm brûle les planches)
- Fred Sanders (VF : Renaud Marx) - 1re voix) : Le père de Cynthia (saison 2, épisode 12 :  La Nouvelle Tête d'ampoule) /  (VF : Stéphane Ronchewski) - 2e voix) (saison 2, épisode 18 : Reese aux fourneaux)
- Dakota Fanning : Emilie (saison 2, épisode 13 : Les nouveaux voisins)
- Kurt Fuller : Mr. Young (saison 2, épisode 14 : Hal démissionne)
- Robert Loggia : Victor Welker, le père de Lois (saison 2, épisode 15 : Conflit de générations)
- Dave Allen (VF : Michel Modo) : M. Woodward, le professeur de Reese (saison 2, épisode 19 : Cours du soir)
- Jerry Trainor (VF : Mathias Kozlowski) : soldat de la garde nationale (saison 2, épisode 24 : Débâcle)
- Emy Coligado (VF : Karine Foviau) : Piama Tananahaakna, épouse amérindienne de Francis (saisons 3 à 7)
- Chris Eigeman (VF : Stéphane Ronchewski) : Lionel Herkabe, professeur de Malcolm et des « têtes d'ampoule » (saisons 3 à 7)
- Dan Martin (en) (VF : Patrick Béthune) : Malik (saisons 3, 4, 6 et 7)
- Alex Morris (en) : Trey (saisons 3, 4, 6 et 7)
- Edward James Gage : Brian (saisons 3, 4, 6 et 7)
- Jonathan Craig Williams (VF : Fabien Jacquelin) : Steve (saisons 3, 4, 6 et 7)
- Victor Z. Isaac : Kevin, une « tête d'ampoule » (saisons 3 et 4)
- Brenda Wehle (VF : Anne Ludovik) : Lavernia (saison 3)
- Sandy Ward (VF : Michel Fortin) : Pete (saison 3)
- John Ennis (en) (VF : Pascal Casanova) : Artie (saison 3)
- Amy Farrington (VF : Dorothée Jemma) : Karen (saison 3, épisode 3 : Feux d'artifice, et épisode 14 : Confessions intimes)
- Cristine Rose : Madame Demarco (saison 3, épisode 4 : La Petite Amie)
- Christina Ricci (VF : Alexandra Garijo) : Kelly (saison 3, épisode 11 : Pique-nique fatal [1/2])
- Susan Sarandon (VF : Béatrice Delfe) : Meg (saison 3, épisodes 11-12 : Pique-nique fatal)
- Rheagan Wallace (en) (VF : Léa Gabriele - 1re voix) : Jackie (saison 3, épisode 13 Le fou du volant) / (Catherine Desplaces - 2e voix) : Raduca (saison 7, épisode 11 : L'épreuve de force, et épisode 12 : La force de l'engagement)
- Shawn Pyfrom : Eddie (saison 3, épisode 21 : Réactions en chaîne)
- Kenneth Mars (VF : Philippe Dumat) : Otto Mannkusser (saisons 4 et 5)
- Meagen Fay (VF : Marie-Martine) : Gretchen Mannkusser (saisons 4 et 5)
- Jonny Acker (VF : Christophe Lemoine) : Ira Prescott / Igor, le lycéen (saisons 4 et 5)
- Brittany Finamore : Alison, la petite amie de Reese (saison 4)
- Reagan Dale Neis (en) (VF : Dorothée Pousséo) : Nicki, la petite amie de Malcolm (saison 4)
- Christopher Lloyd (VF : Pierre Hatet) : Walter, le père de Hal (saison 4, épisode 3 : Famille je vous hais)
- Brenda Strong (VF : Catherine Davenier) : Amelia, la sœur de Hal (saison 4, épisode 3 : Famille je vous hais)
- Jeanine Jackson : Claire, la sœur de Hal (saison 4, épisode 3 : Famille je vous hais)
- Lisa Foiles (en) (VF : Caroline Lallau) : Mallory, la version féminine de Malcolm (saison 4, épisode 10 : Si les garçons étaient des filles)
- Mimi Paley : Renee, la version féminine de Reese (saison 4, épisode 10 : Si les garçons étaient des filles)
- Jennette McCurdy (VF : Marie Giraudon) : Daisy, la version féminine de Dewey (saison 4, épisode 10 : Si les garçons étaient des filles) / Pénélope, une élève dans la classe des « perturbés » de Dewey (saison 6, épisode 21 : Otage, ô désespoir)
- Luise Rainer : Bertha Dempsie (saison 4, épisode 17 :  Le Testament impossible)
- Danielle Panabaker : Kathy McCulskey (saison 4, épisode 18 : Plus on est de fous, moins on rit !)
- Hayden Panettiere (VF : Kelly Marot) : Jessica, la nounou de Reese, Malcolm et Dewey (saisons 4, 6 et 7)
- Julie Hagerty : Polly, la babysitter de Jamie (saison 5)
- Cameron Monaghan (VF : Thomas Sagols) : Chad, l'élève roux dans la classe des « perturbés » de Dewey (saisons 5 et 6)
- Danny McCarthy Jr. (VF : Hervé Grull) : David Hanson (saisons 5 et 6)
- Amy Bruckner : Zoe Desenea (saisons 5 et 6)
- Patrick Bristow (VF : Laurent Morteau) : Phillip (saison 5, épisode 11 : Le fiancé de grand-mère) / Lloyd, le père de Chad (saison 6, épisode 15 : Devine qui vient dormir ?)
- Michael Gaston (VF : Paul Borne) : Mel (saison 5, épisode 12 : Frapper et recevoir)
- Kaitlin Cullum (VF : Nathalie Bienaimé) : Stéphanie (saison 5, épisode 12 : Frapper et recevoir)
- Laurie Metcalf (VF : Frédérique Tirmont) : Susan Welker, la sœur de Lois (saison 5, épisode 13 : La sœur de Loïs)
- Lyndsy Fonseca : Olivia (saison 5, épisode 13 : La sœur de Loïs)
- Steve Rankin (VF : Jacques Albaret) : Sergent Hendrix (saison 5, épisodes 21-22 : La grande pagaille ; saison 6, épisode 1 : Il faut sauver le soldat Reese)
- Steve Vinovich : Mr. Hodges (saison 7)
- Rosanna Arquette : Anita (saison 7, épisode 1 : Allumer le feu !)
- Reggie Jordan (VF : Emmanuel Garijo) : le policier (saison 7, épisode 4 : La Maison de l'horreur)
- Yun Choi (VF : Emmanuel Garijo) : Mike, le petit ami de Jessica (saison 7, épisode 5 : L'Invasion de l'abeille tueuse)
- Erik von Detten (VF : Emmanuel Garijo) : Brad (saison 7, épisode 6 : La Guerre des nerfs)
- Kathryn Joosten (VF : Nicole Favart) : Claire, la baby-sitter (saison 7, épisode 9 : Il faut sauver l'élève Reese)
- George Takei : lui-même (saison 7, épisode 14 : Hal déprime)
- Emma Stone (VF : Bénédicte Bosc) : Diane (saison 7, épisode 16 : La Justicière)
- Lamont Thompson (VF : Tanguy Goasdoué) : Cedric Hampton (saison 7, épisode 22 : Malcolm président)

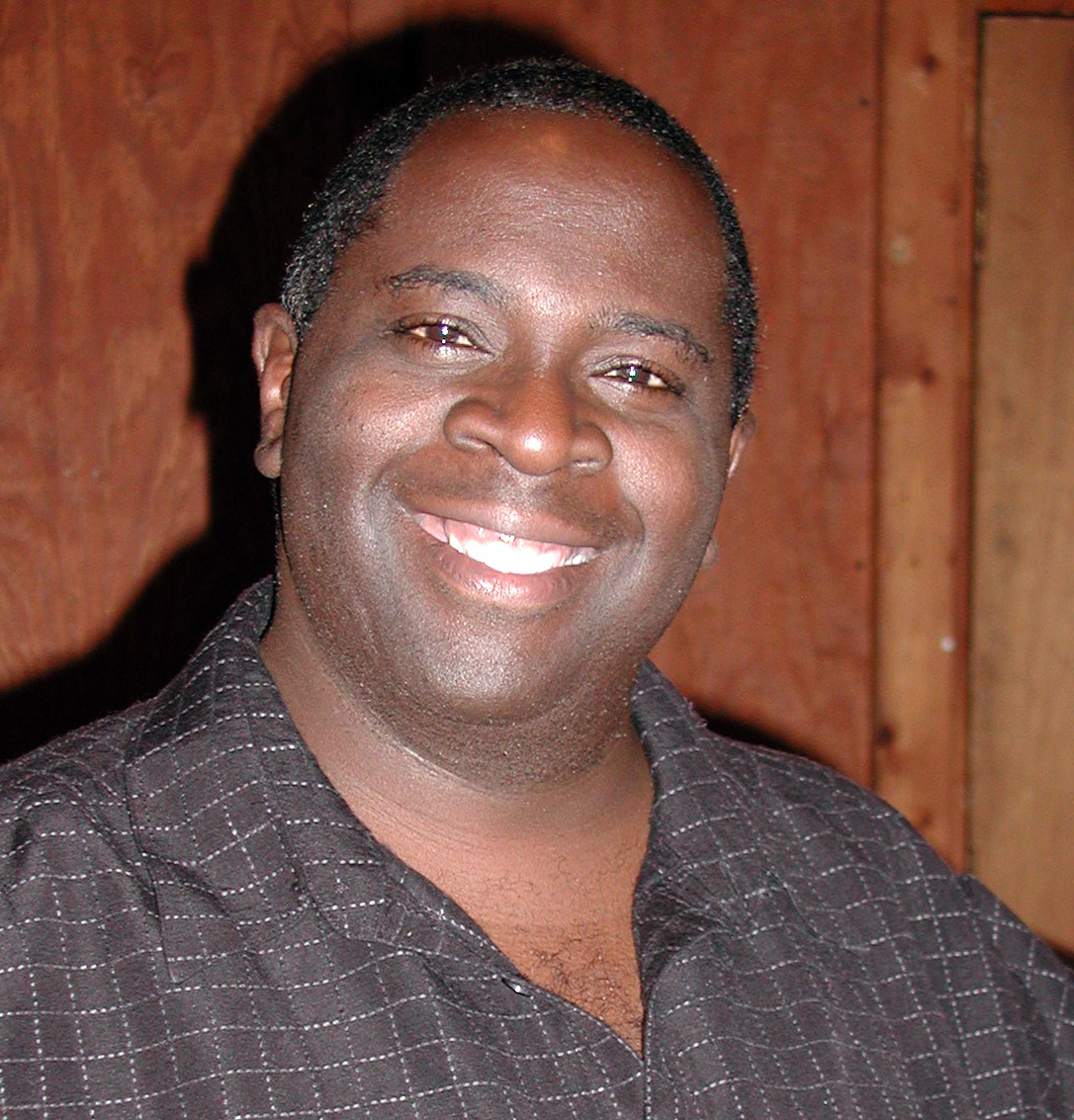
Gary Anthony Williams
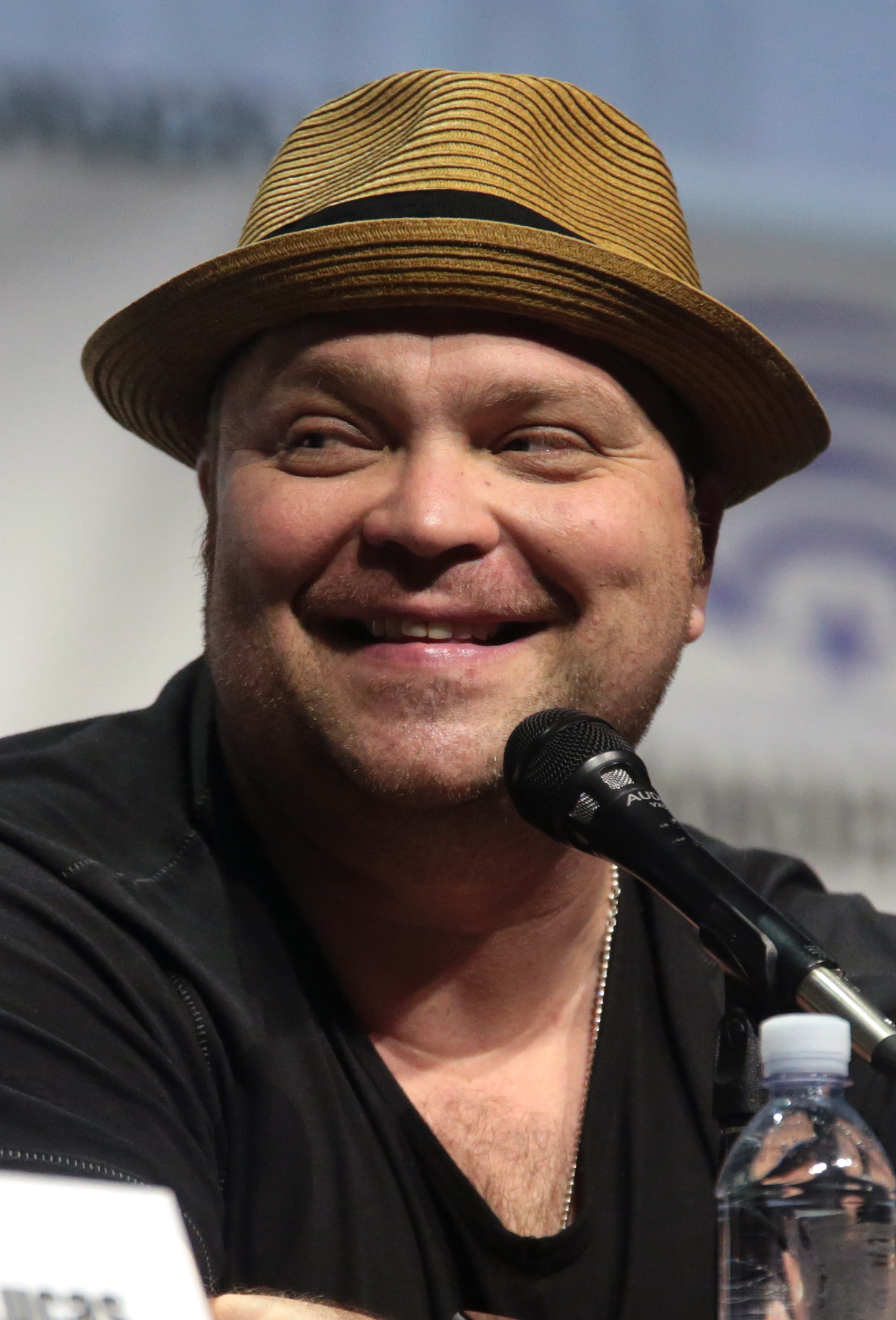
Drew Powell
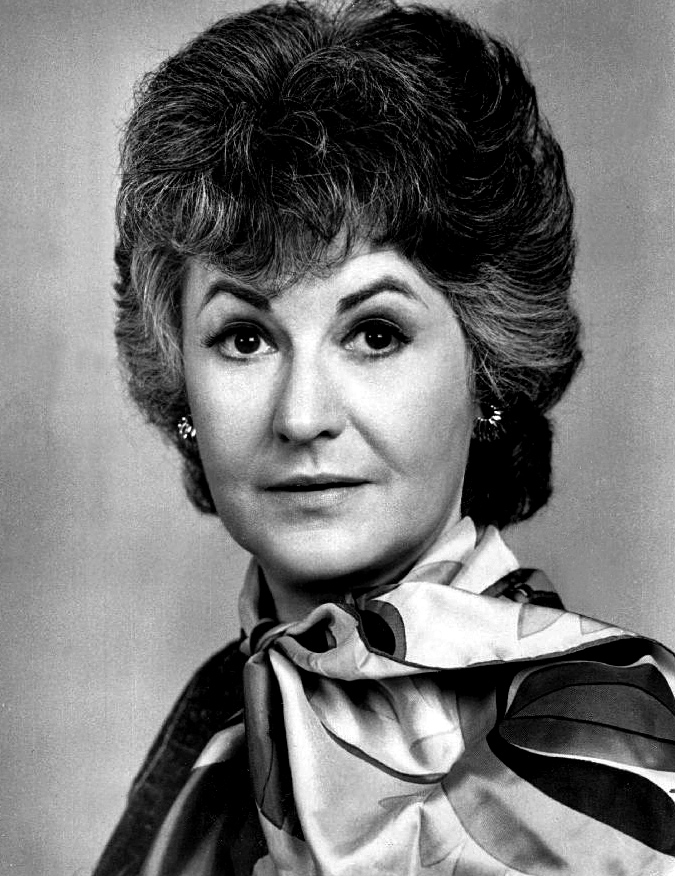
Beatrice Arthur
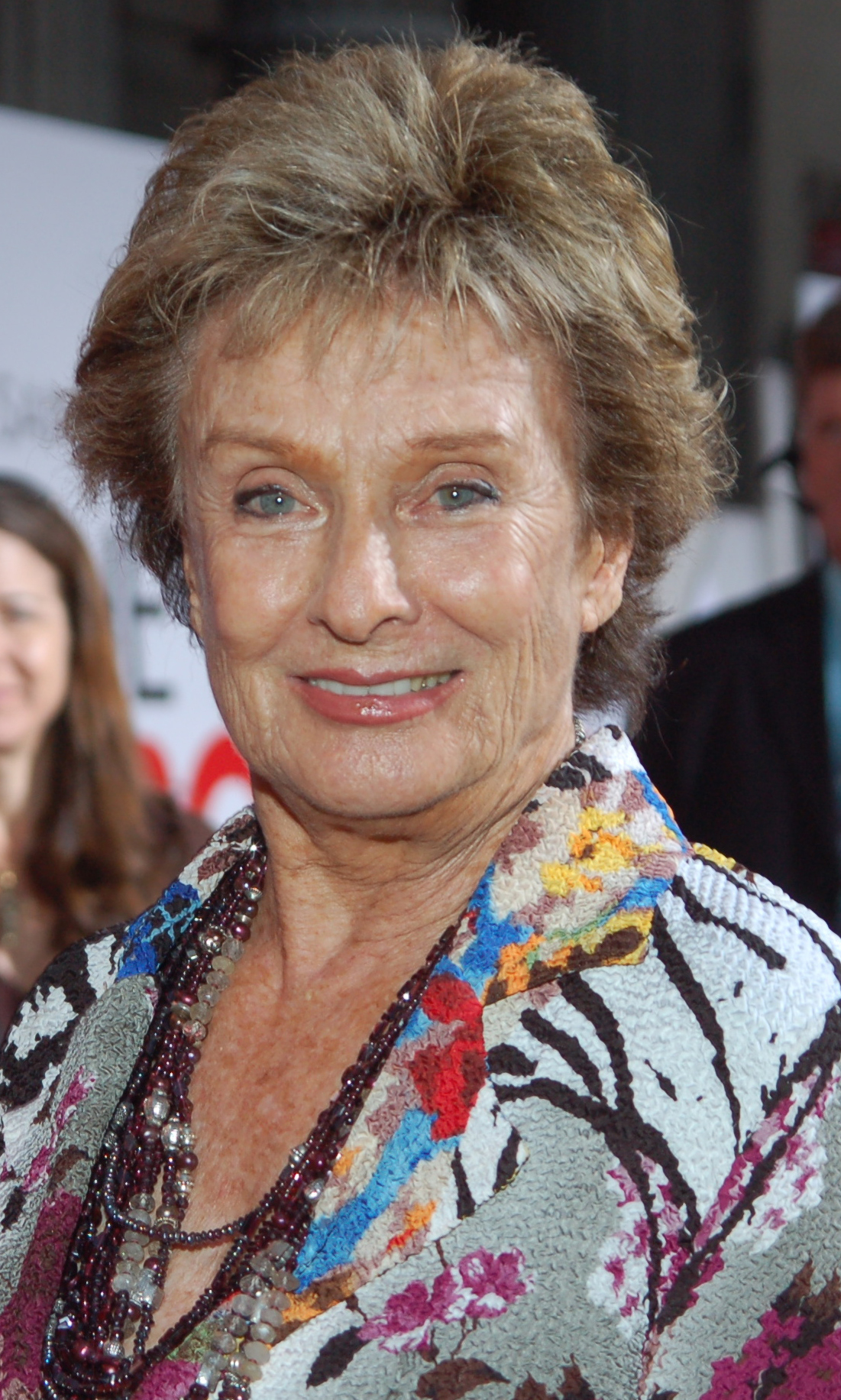
Cloris Leachman
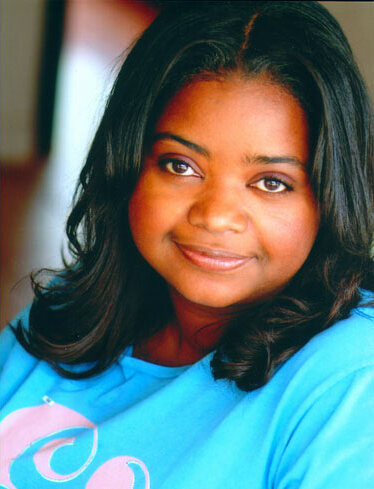
Octavia Spencer
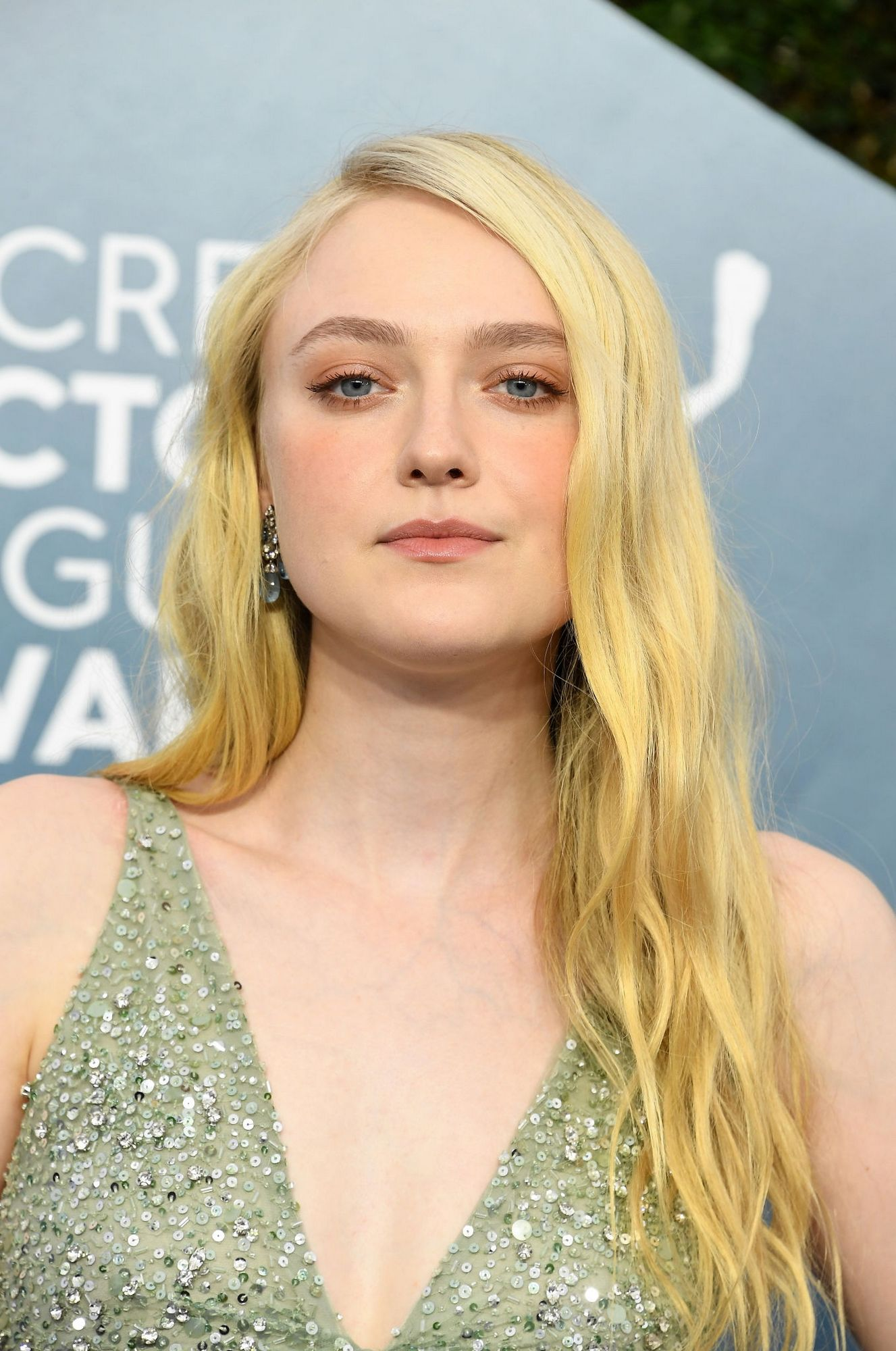
Dakota Fanning
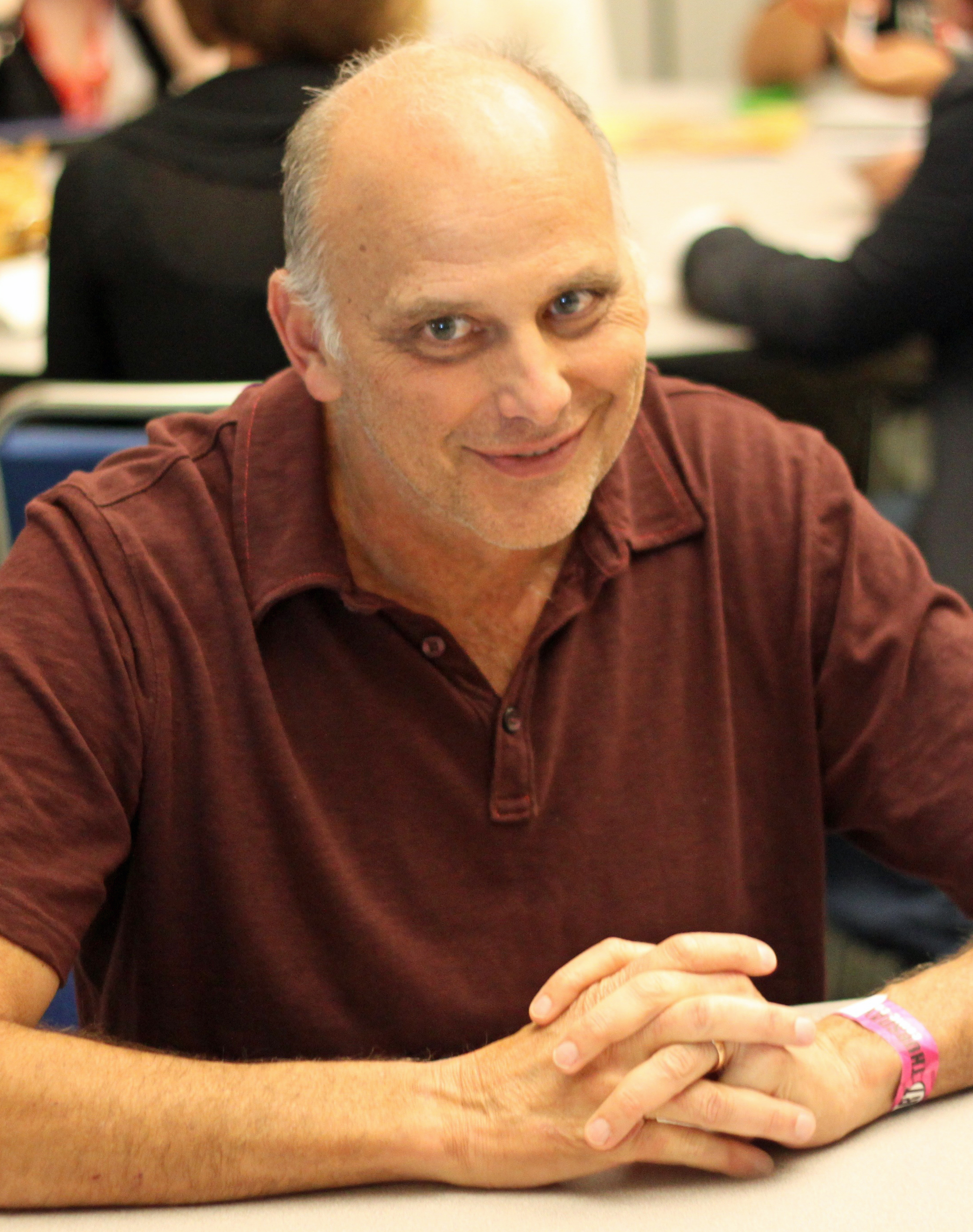
Kurt Fuller
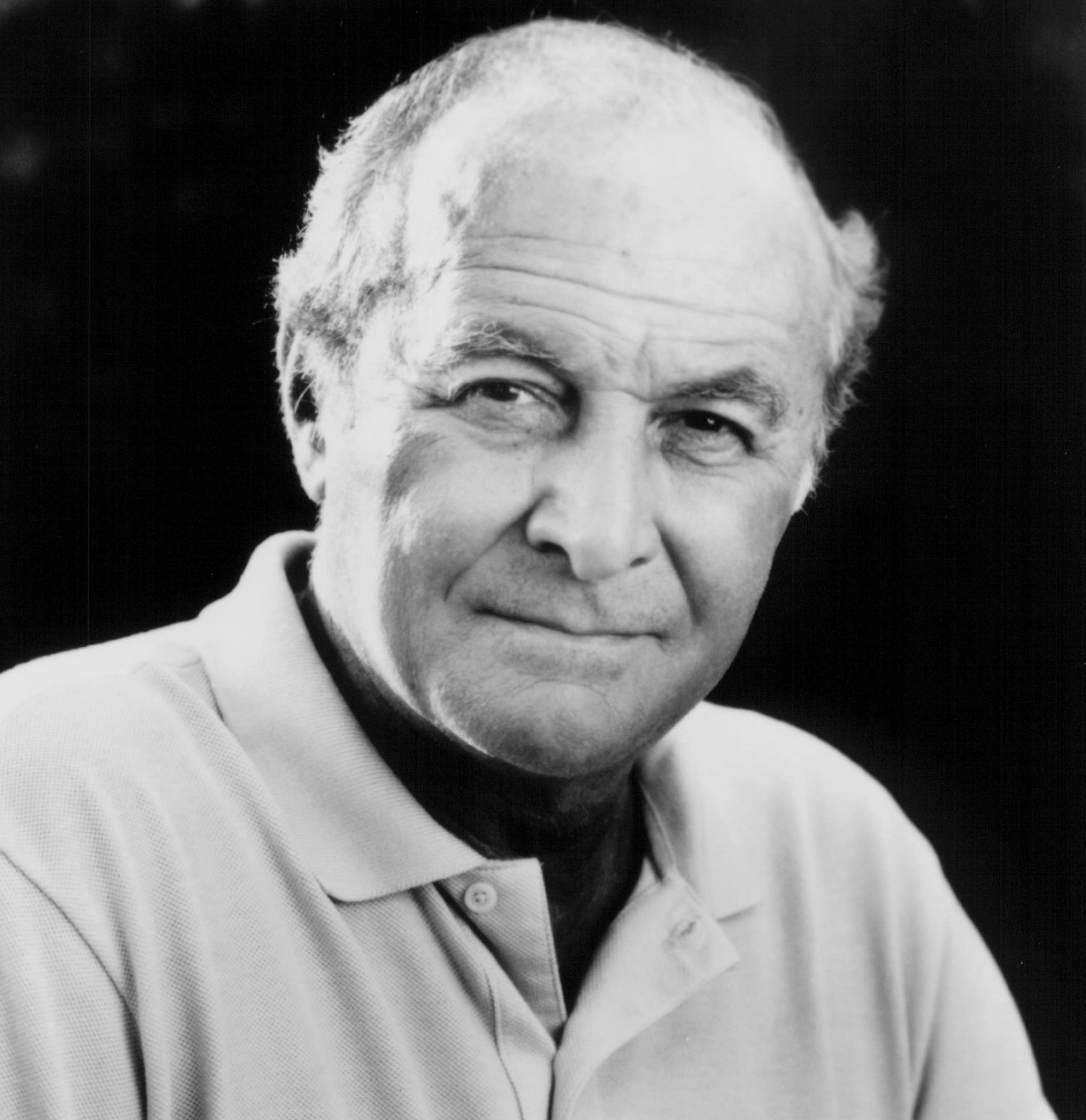
Robert Loggia
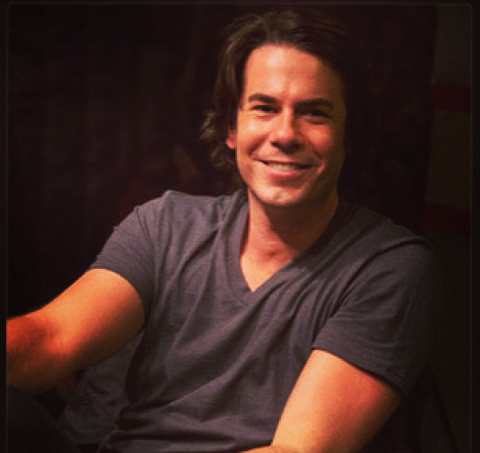
Jerry Trainor
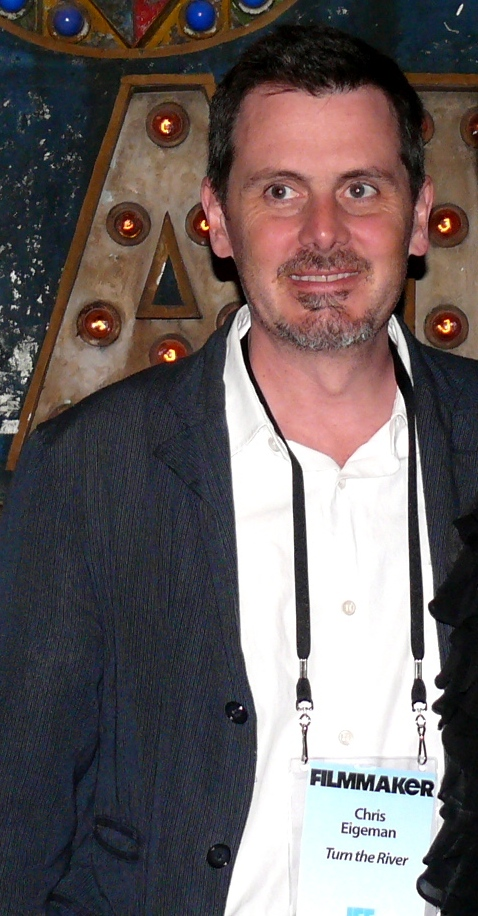
Chris Eigeman
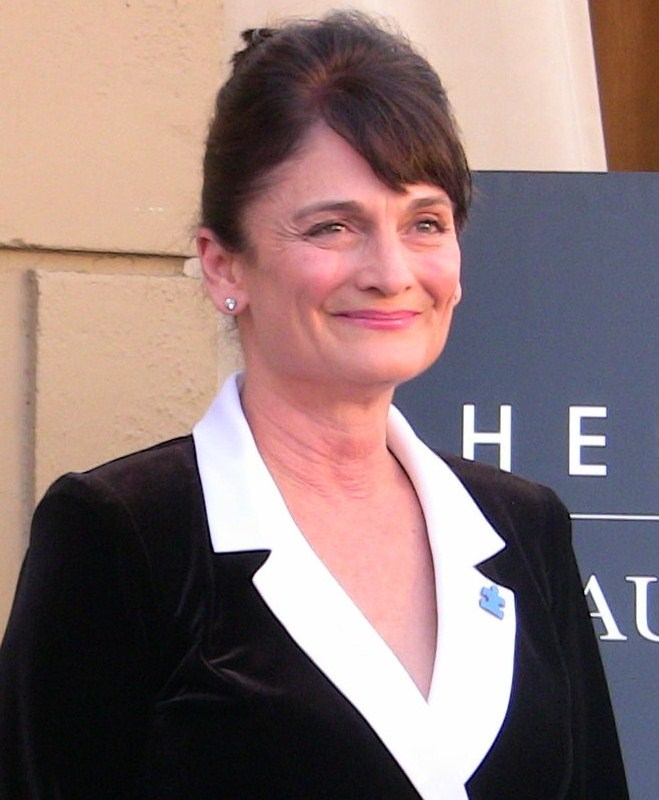
Cristine Rose
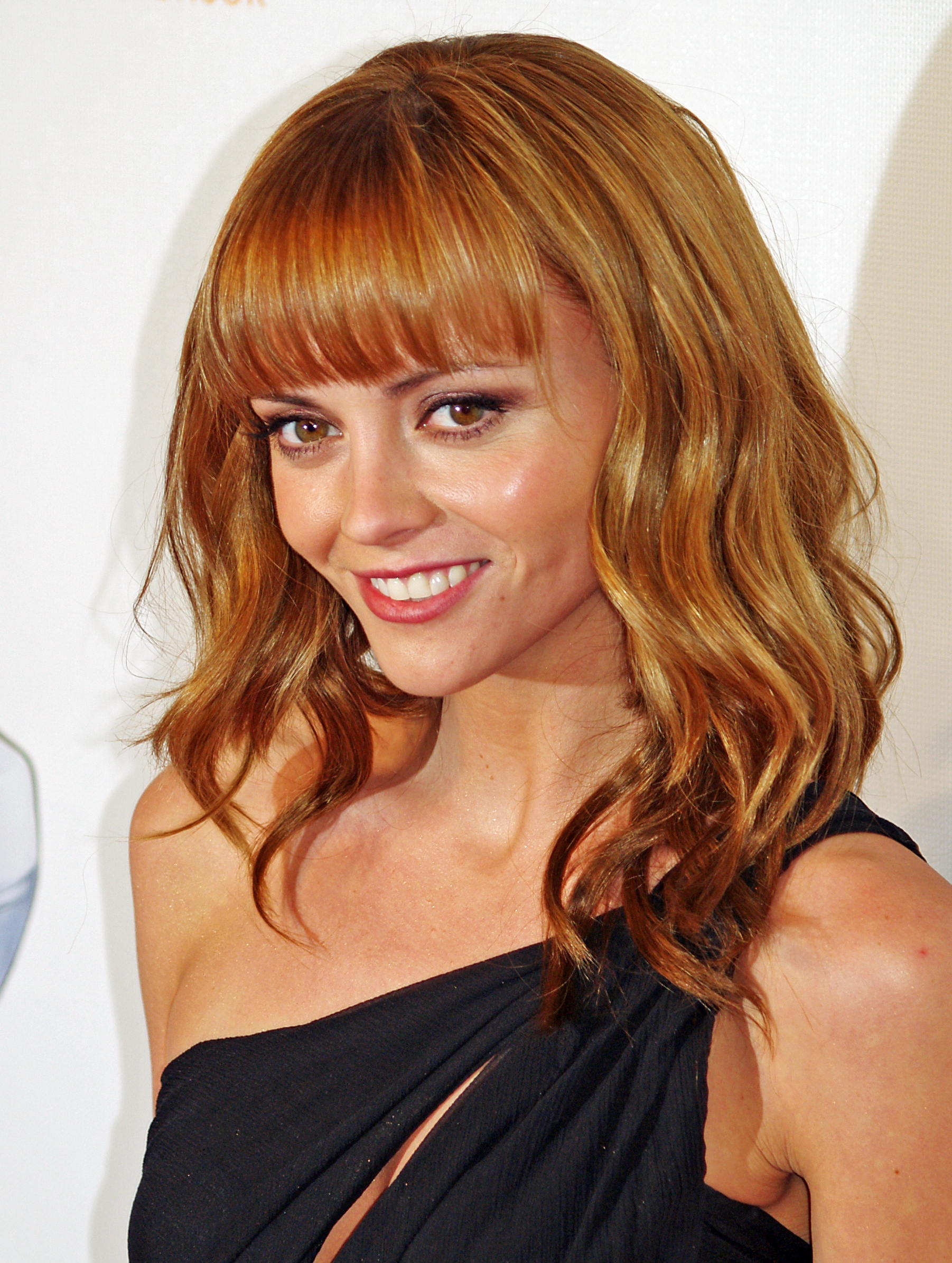
Christina Ricci
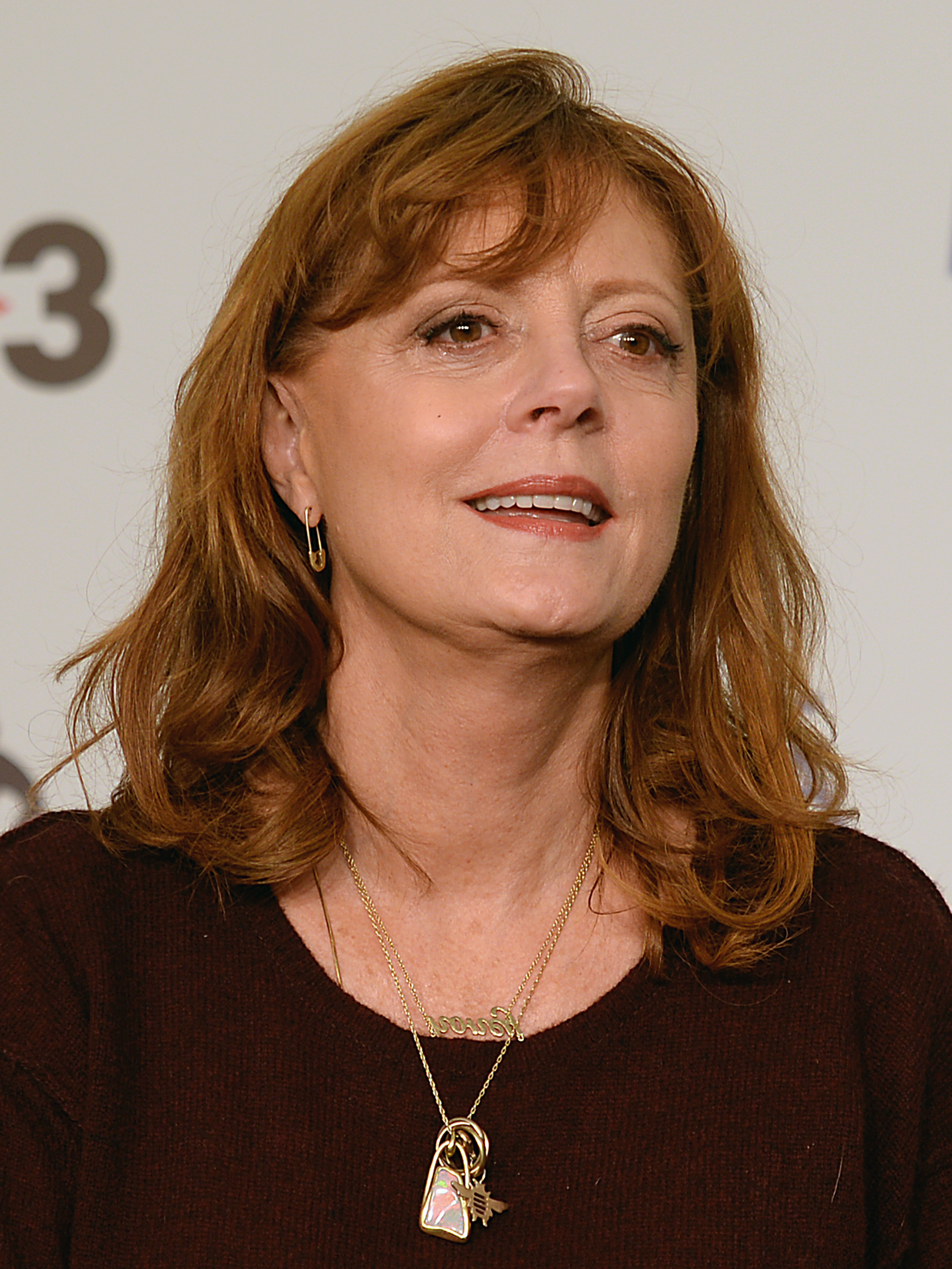
Susan Sarandon
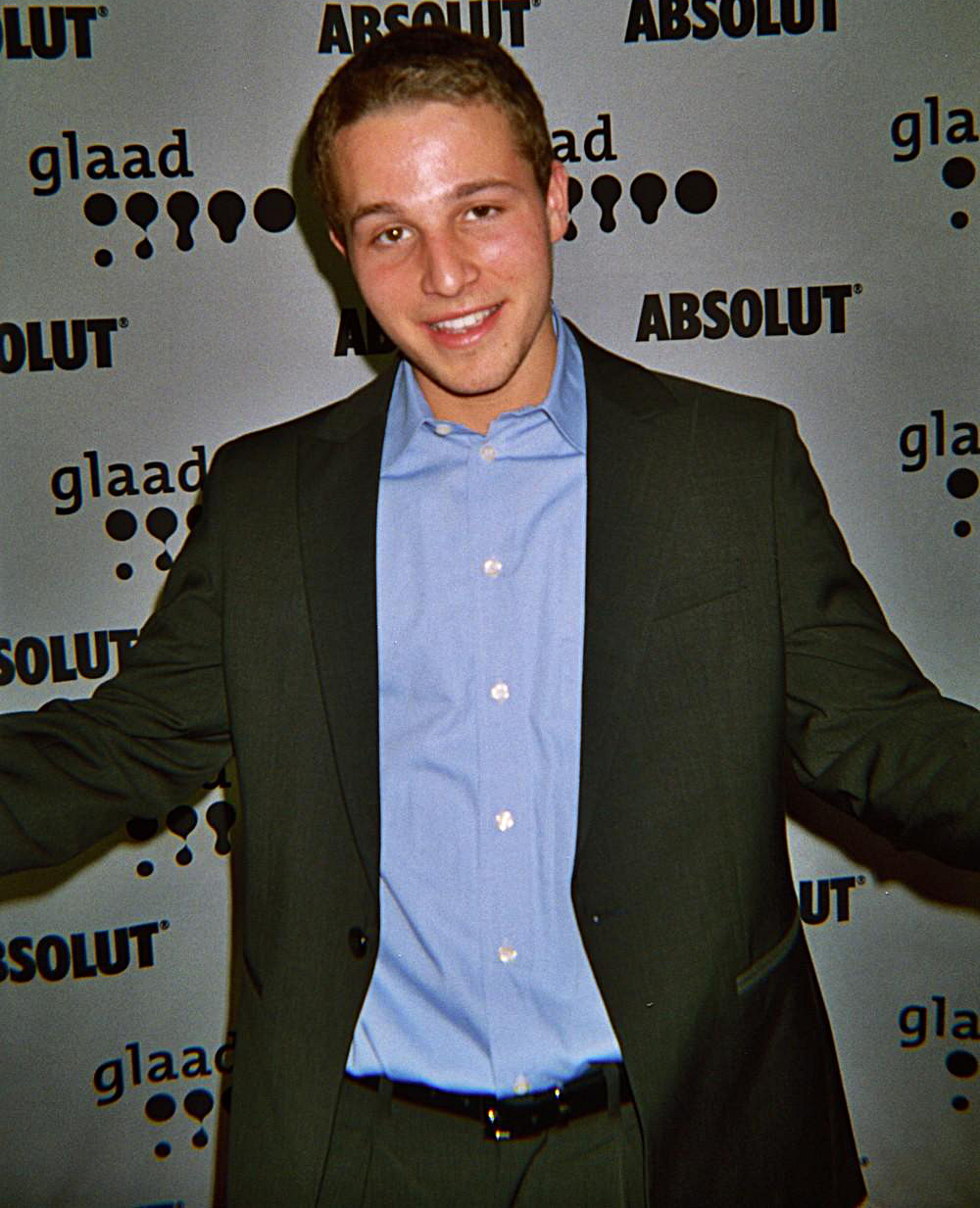
Shawn Pyfrom
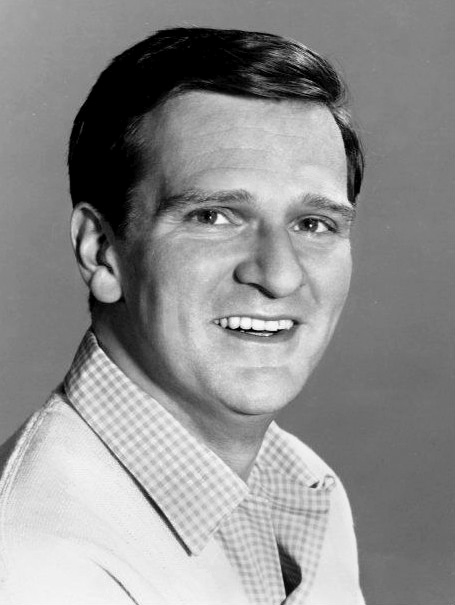
Kenneth Mars
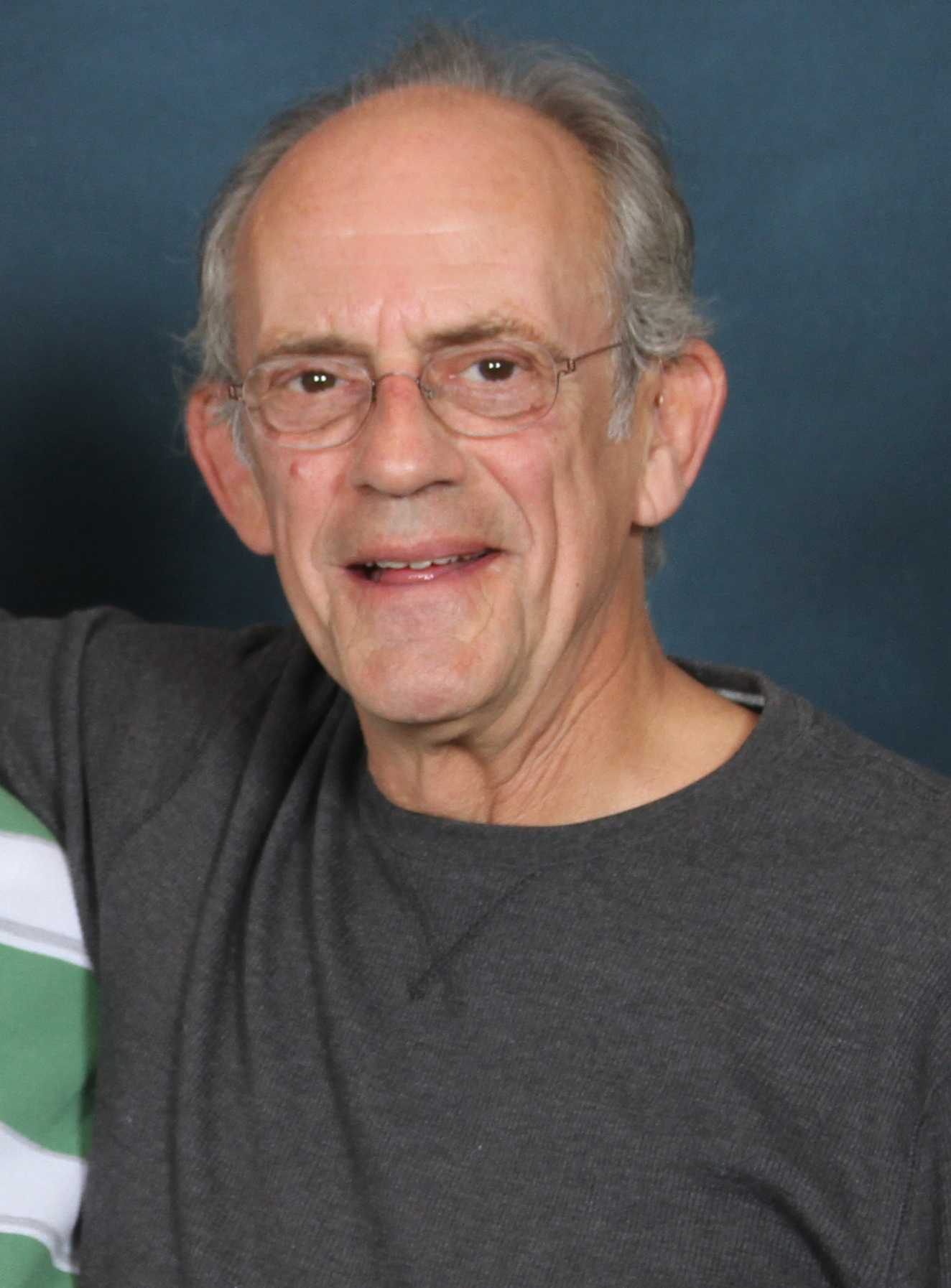
Christopher Lloyd
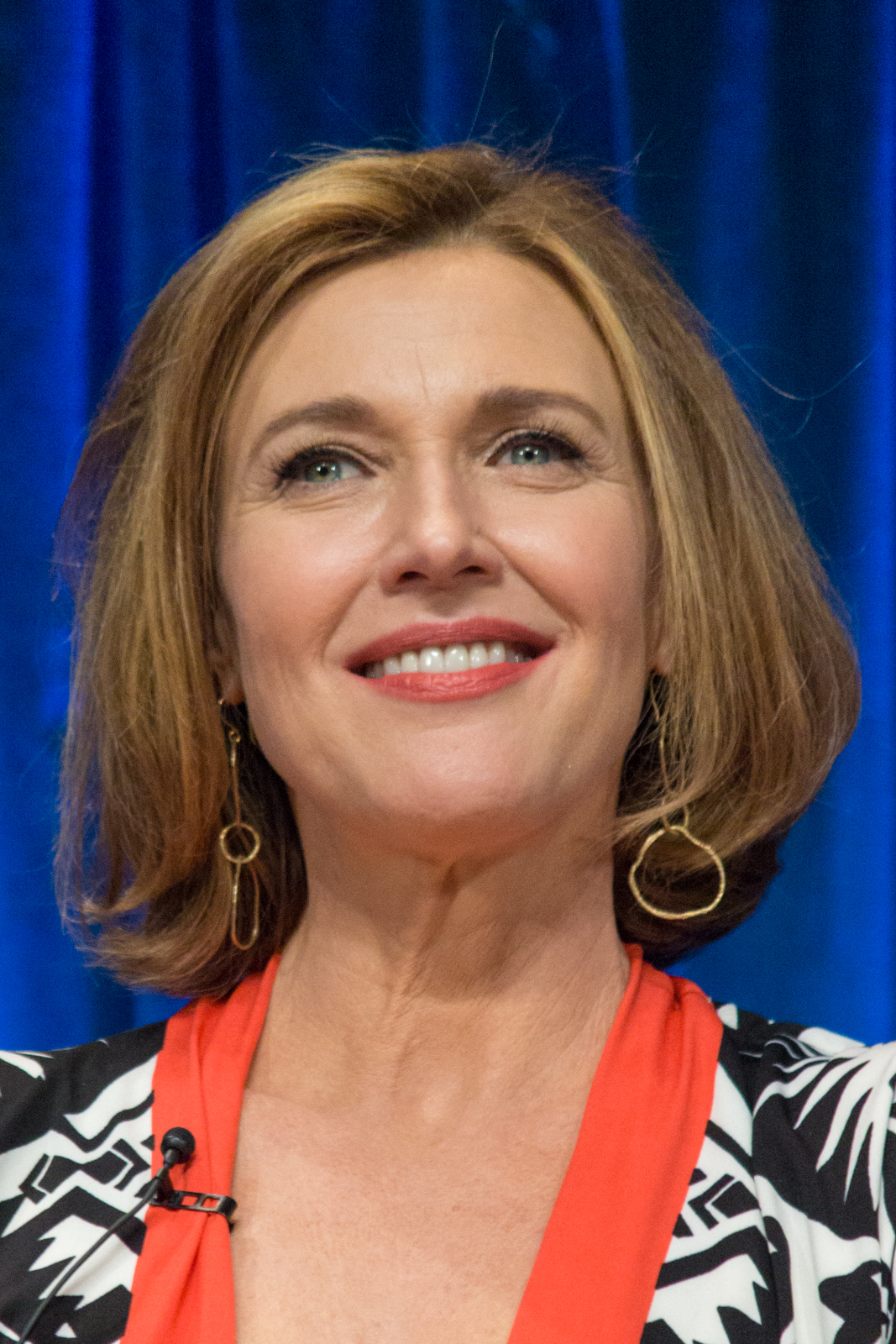
Brenda Strong
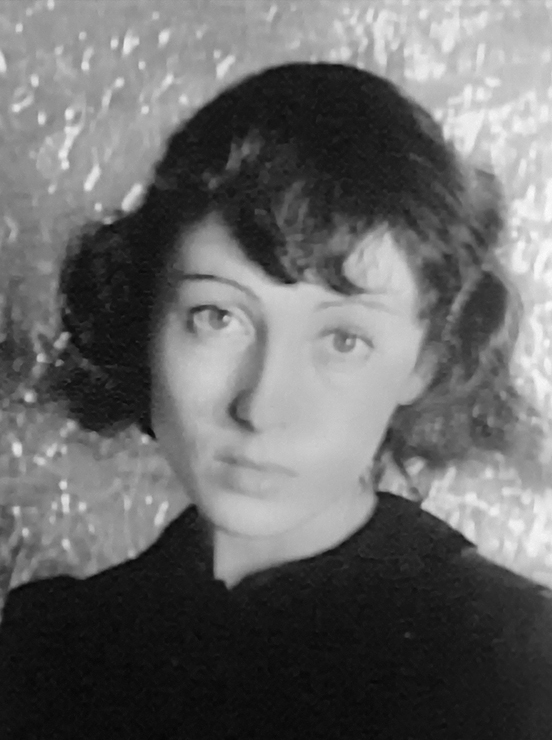
Luise Rainer
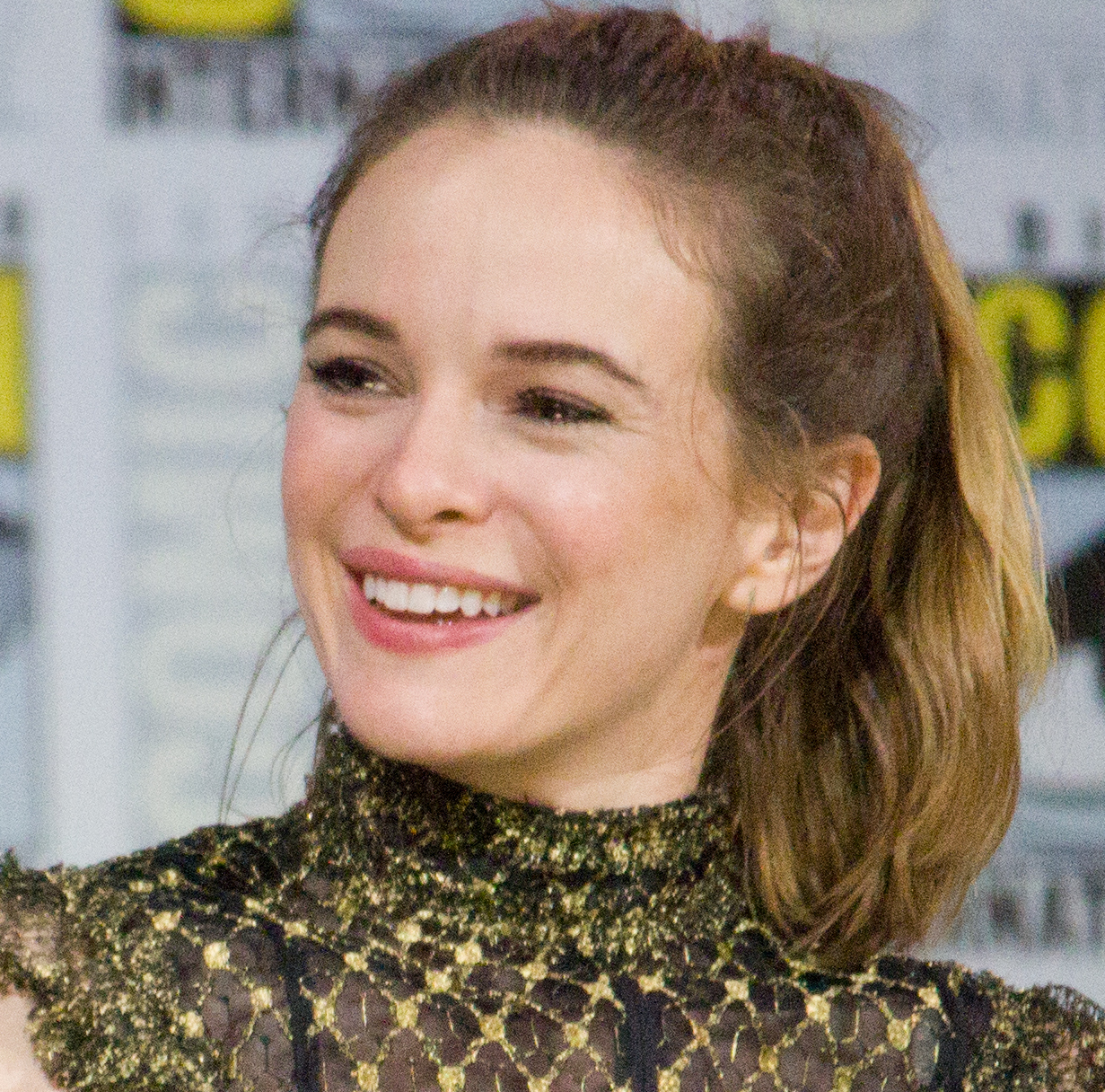
Danielle Panabaker
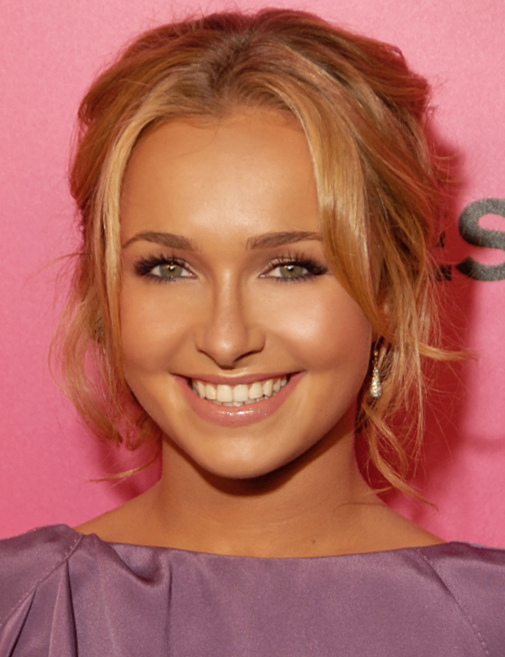
Hayden Panettiere
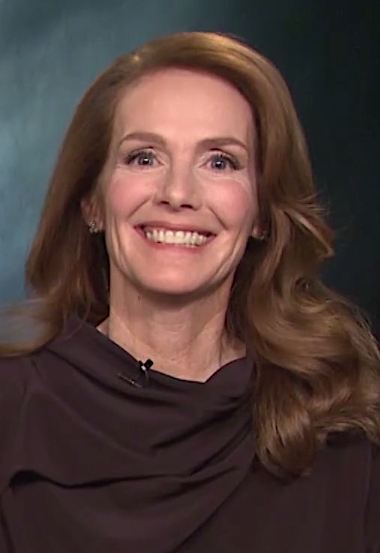
Julie Hagerty
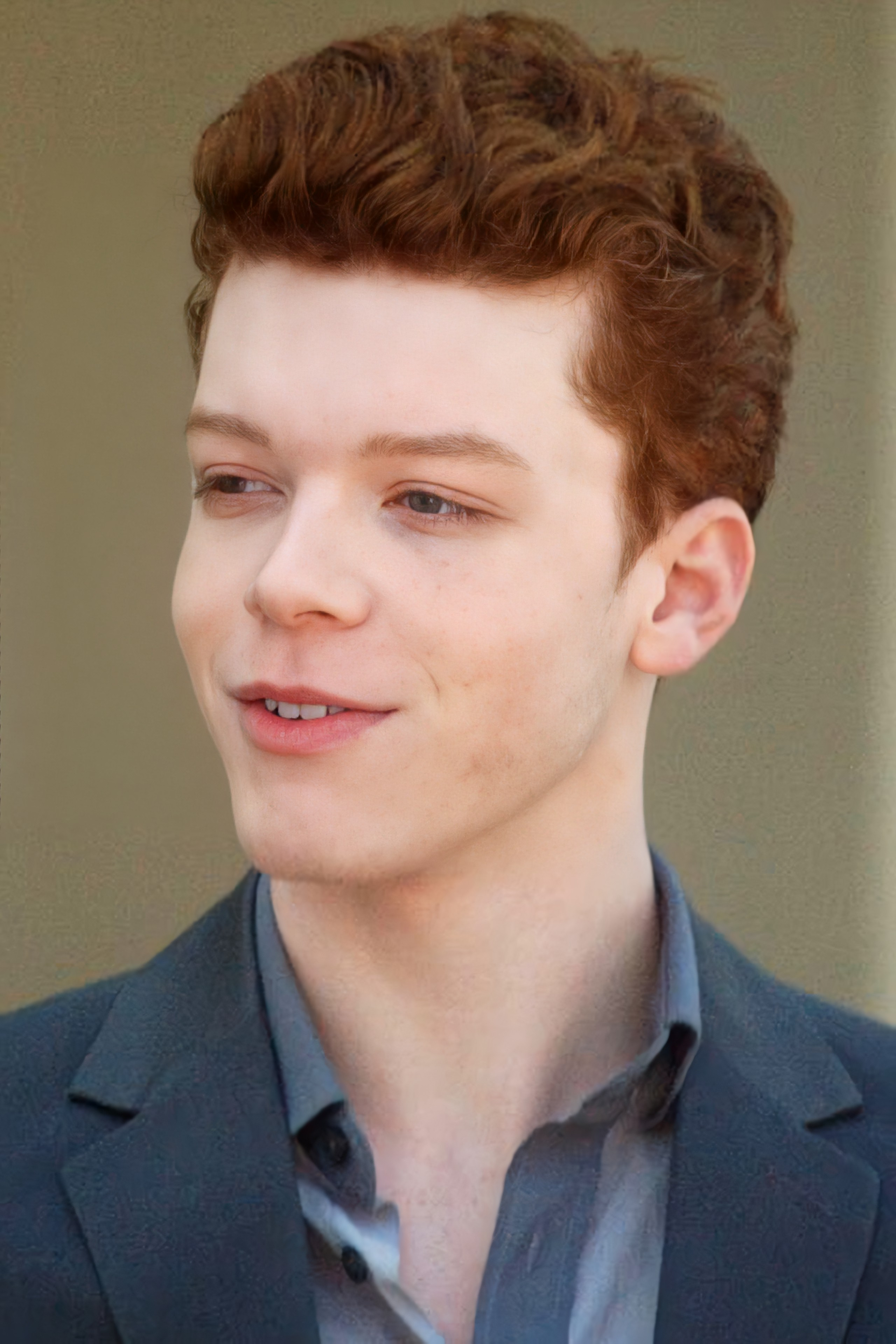
Cameron Monaghan
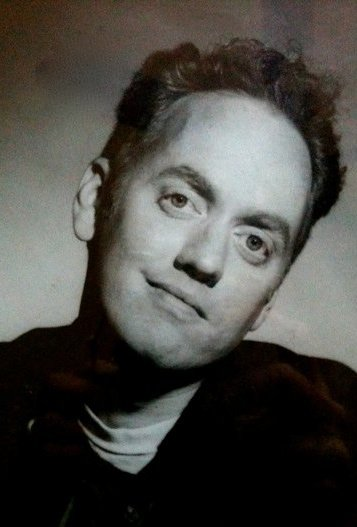
Patrick Bristow
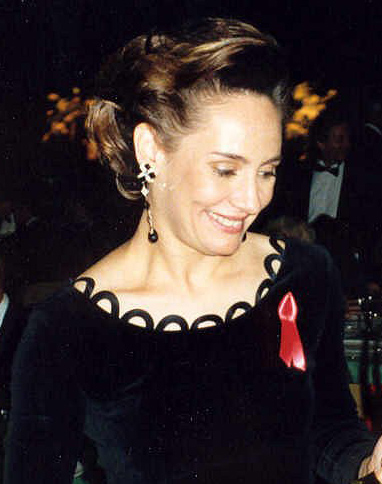
Laurie Metcalf
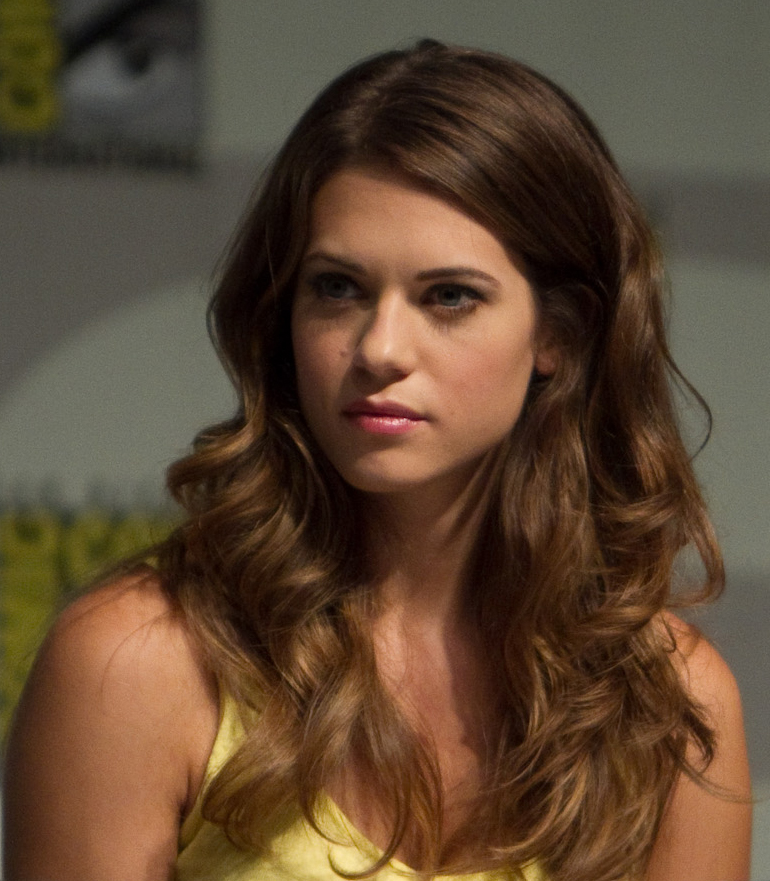
Lyndsy Fonseca
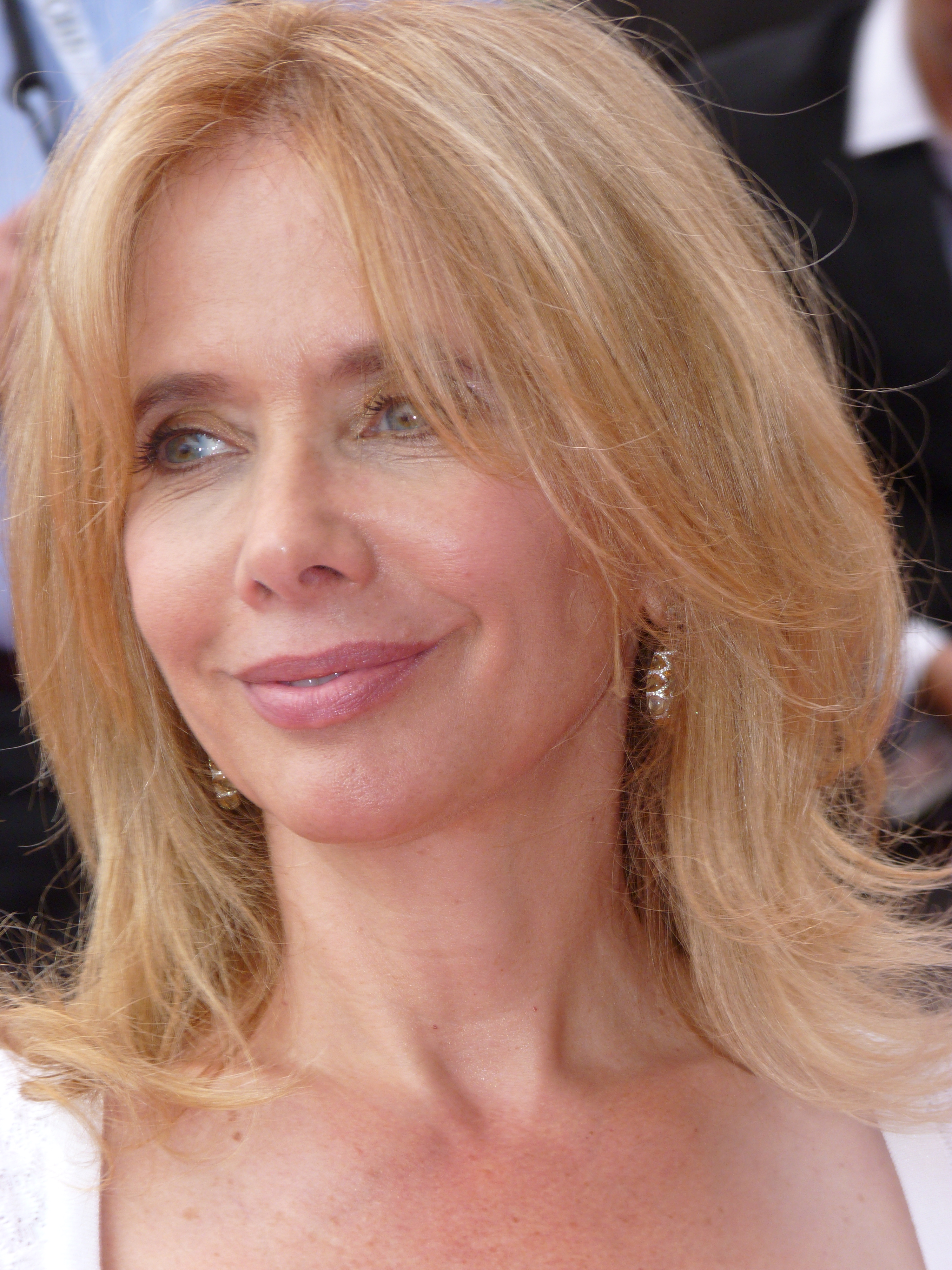
Rosanna Arquette
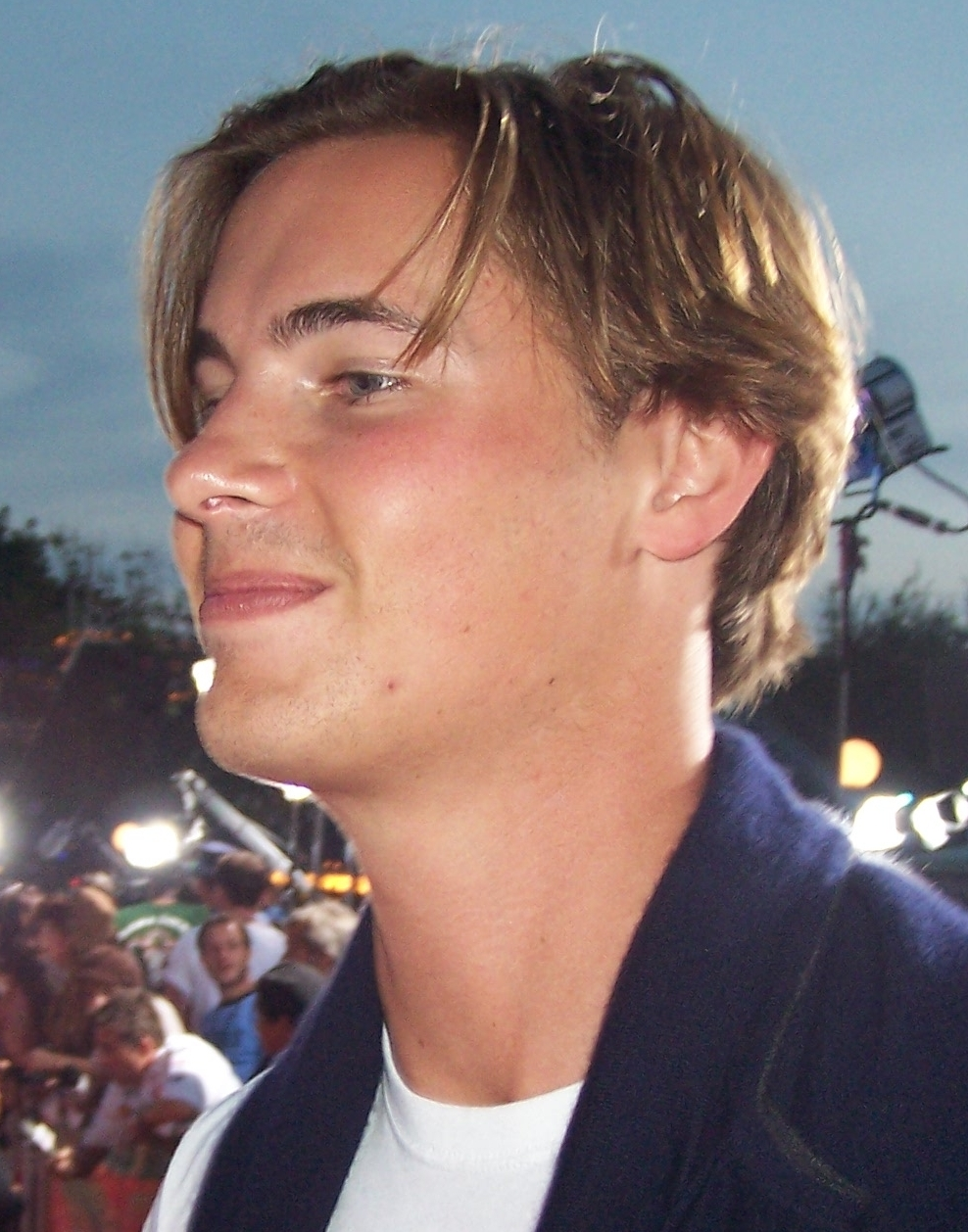
Erik von Detten
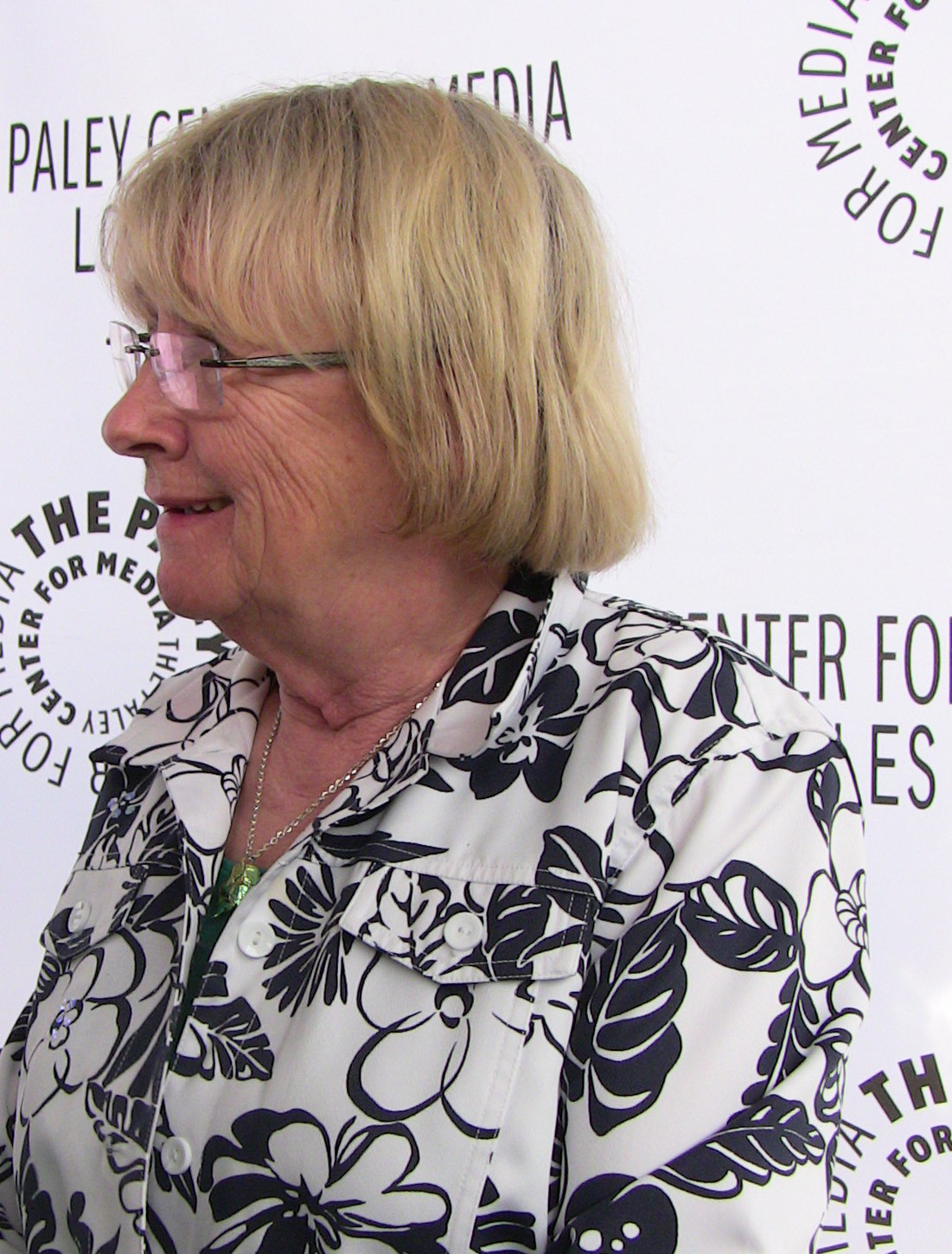
Kathryn Joosten
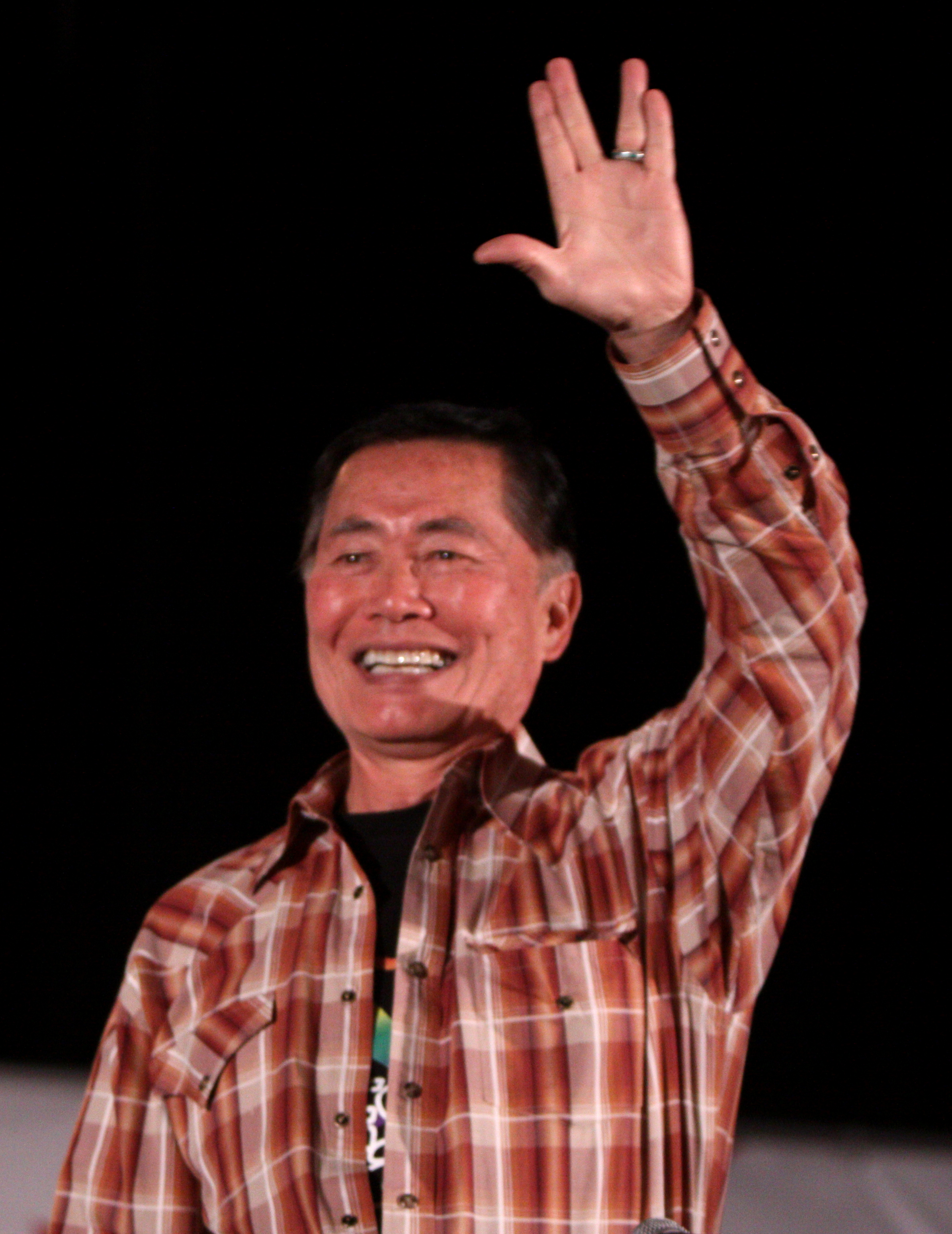
George Takei
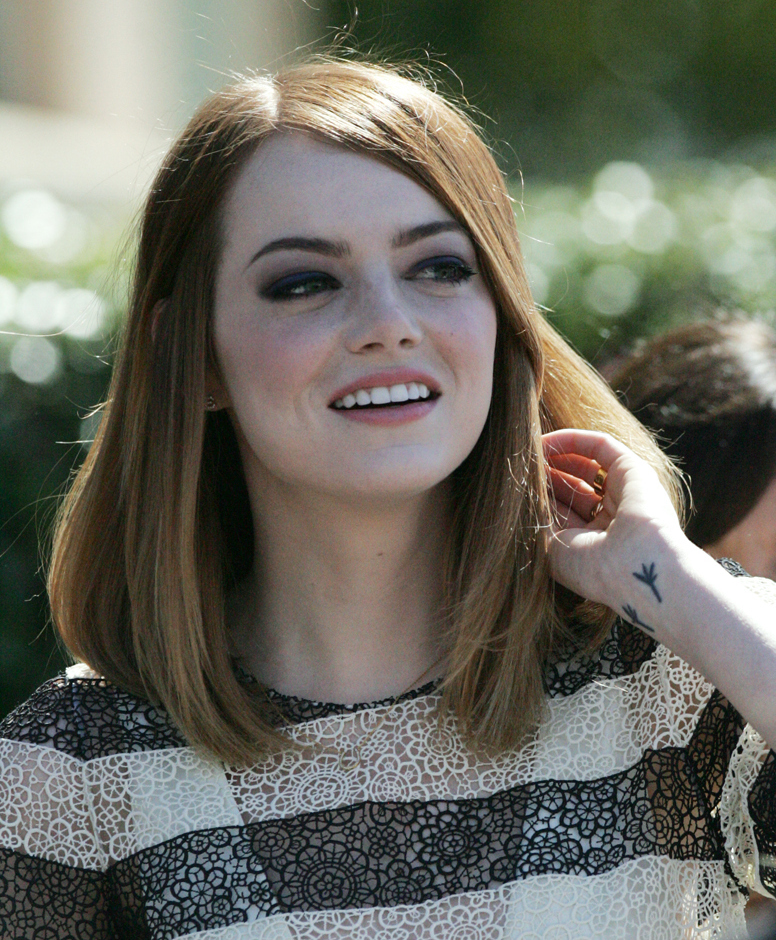
Emma Stone

### Voix additionnelles
- Romain Douilly
- Monique Martial
- Stéphane Ronchewski
- Odile Schmitt

Version française
- Société de doublage : Libra Films
- Direction artistique : Catherine Le Lann
- Adaptation des dialogues : Franco Quaglia et Joëlle Martrenchard

 Source et légende : version française (VF) sur RS Doublage et DS Doublage

## Production

### Tournage
Une grande partie du tournage de Malcolm a été réalisé dans les environs de Los Angeles. Le domicile de la famille de Malcolm, qui a maintenant été détruit, était situé dans le quartier de Studio City, au 12334 Cantura Street à Los Angeles. Cette maison privée était louée 3 000 $ à 4 000 $ la journée, et servait de décor extérieur. Construite en 1936, la propriété a été reconstruite en 2011, et n'est plus reconnaissable.
D'autres véritables lieux ont été exploités au fil des épisodes : des scènes au lycée ont été tournées à la Walter Reed Middle School (en), le supermarché de la chaîne Drug Emporium (en) situé au 6020 Lankershim Boulevard à North Hollywood servit de décor au Lucky Aide... Le circuit de course de l'épisode « À fond la caisse » (saison 1) était celui du véritable Irwindale Event Center (en) situé au sud de la Californie. Enfin, le parc aquatique aperçu la fin de la première saison est le Wild Rivers (water park) (en) situé à Irvine.
Toutes les scènes d'intérieur ont été tournées dans le studio 21 du CBS Studio Center à Studio City, incluant l'intérieur de la maison familiale et son arrière-cour. La cour de l'école était située à l'extrémité nord des studios, à la fin de Radford Avenue. Changée pour devenir la cour du lycée à partir de la saison 4, elle fut démolie entre 2006 et 2007.

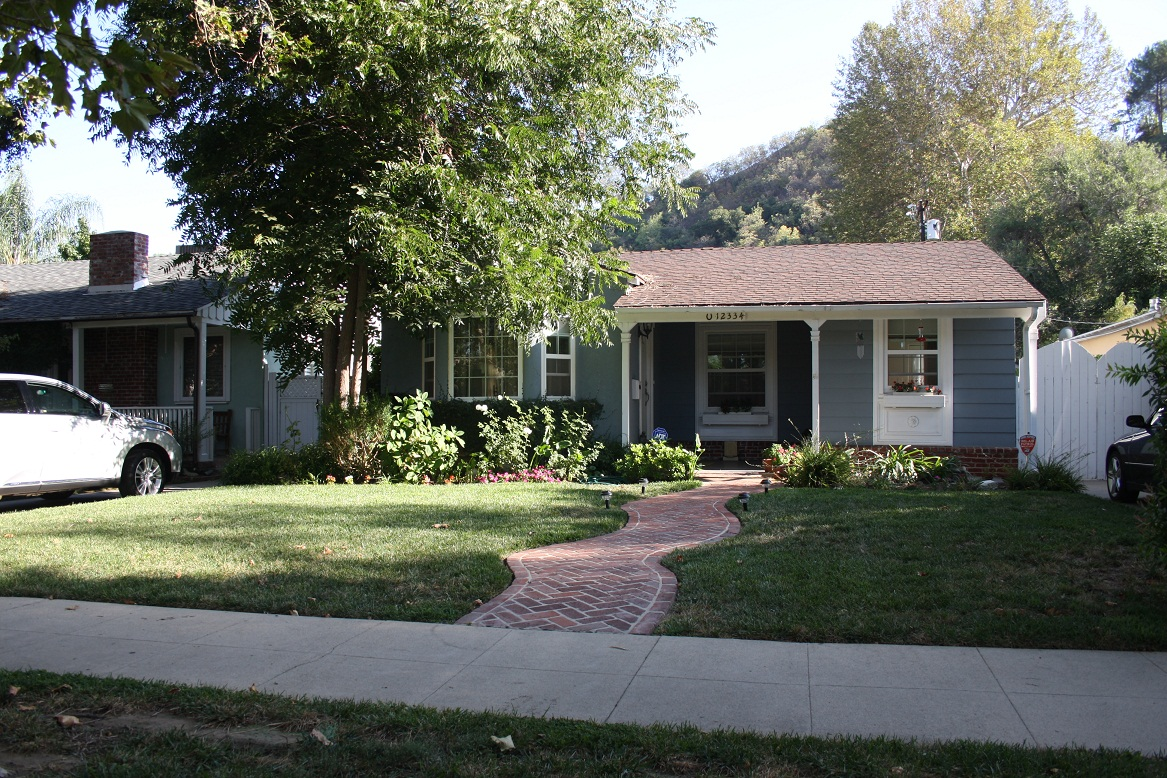
Vue de la maison de Malcolm en 2009.
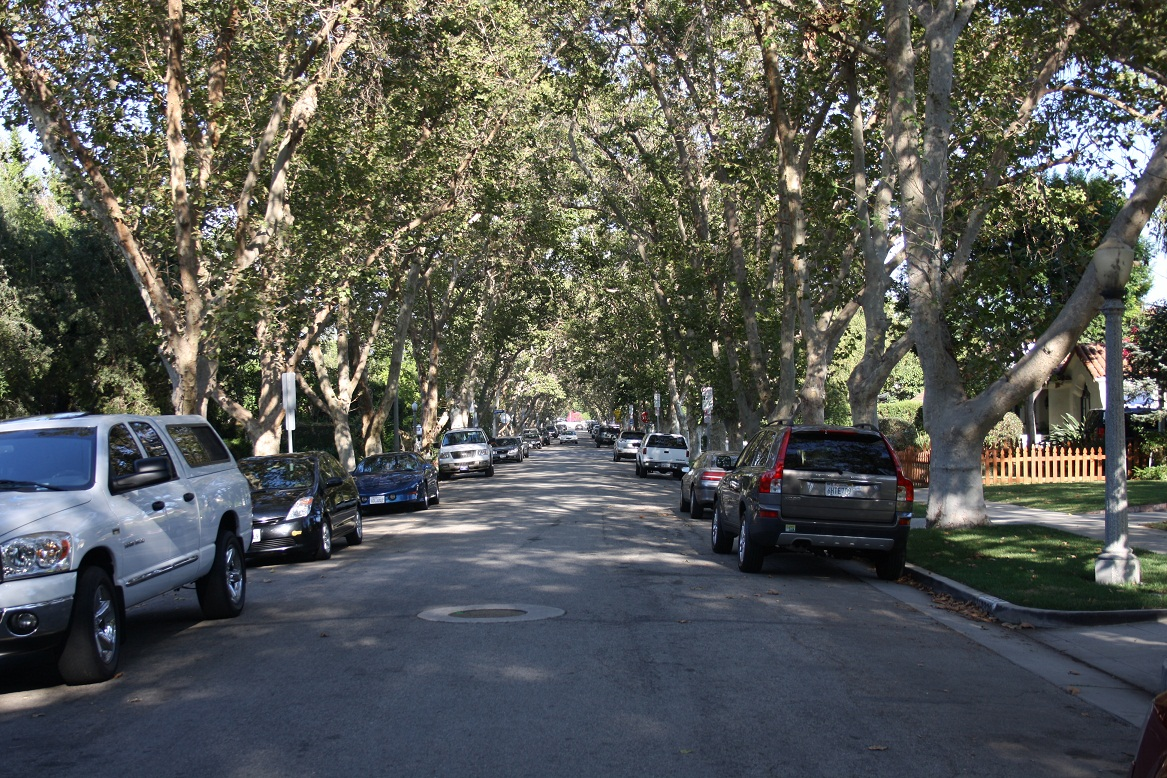
Vue de la rue devant la maison de Malcolm en 2009.

### Générique d'ouverture
Le générique de la série intitulé Boss of Me est interprété par le groupe de pop/rock alternatif They Might Be Giants (TMBG) fondé à Brooklyn, New York, en 1982. Le clip vidéo de la version longue de cette chanson a été tourné avec les acteurs de la série. La chanson a remporté en 2002 le prix de la « Meilleure chanson écrite pour un film, une télévision ou un autre média visuel » lors de la 45e cérémonie des Grammy Awards.

### Musique
En plus de la musique du générique, le groupe They Might Be Giants a composé la quasi-totalité de la bande originale des deux premières saisons. À cela s'ajoute de nombreux passages musicaux tirés de groupe, chanteurs et musiciens renommés, tels que ABBA, Basement Jaxx, Sum 41, Kenny Rogers, Lemon Jelly, Lords of Acid, En Vogue, Electric Light Orchestra, Fatboy Slim, Phil Collins, Claude Debussy, Tears for Fears, Slade, Quiet Riot, Queen et Citizen King (en) (dont la chanson « Better Days (And the Bottom Drops Out) (en) » est jouée à la fin de l'épisode pilote et du final de la série). Le groupe de pop-punk Lit, originaire de Californie du Sud, a de nombreuses chansons utilisées dans plusieurs épisodes, dont certaines qui n'ont jamais été publiées en single.

## Personnages

### Famille de Malcolm
- Malcolm : personnage central de la série, troisième fils de Hal et Lois, né le 24 août 1988. Doté d'un quotient intellectuel hors-normes (165), il fait néanmoins autant de bêtises que les garçons de son âge. C'est son père qui a choisi son prénom en l'honneur d'un coureur automobile, Rusty Malcolm. Dans le premier épisode, Malcolm apprend qu'il est placé dans la section intensive du collège comprenant une dizaine d'élèves tous surdoués : la classe des « têtes d'ampoule ». Malcolm cherchera souvent à être vu comme quelqu'un de « normal » et de gommer son image de « tête d'ampoule. » Toujours soucieux d'agir en fonction de ce que les autres pourraient penser de lui, il se révèle parfois très égocentrique, sarcastique, mesquin, coléreux et a tendance à se plaindre continuellement. Cependant, il lui arrive souvent de montrer qu'il a un grand cœur. Il aura plusieurs petites amies durant la série, qui finissent par le quitter à cause de ses travers. En tant que personnage principal de la série, il a la particularité de s'adresser souvent en aparté au téléspectateur, via la caméra, brisant ainsi le quatrième mur en commentant ses propres péripéties, ce qui fait l'originalité de la série.
- Lois : la mère de famille, née le 12 novembre 1962. C'est une femme autoritaire, dominatrice et colérique, parce qu'elle a reçu une mauvaise éducation de ses parents, notamment de sa mère Ida ; elle ne supporte pas que ses enfants s'allient pour faire des bêtises ensemble. Son exaspération tend vers le sadisme lorsqu'elle punit injustement ses fils de façon totalement arbitraire et démesurée. Elle dirige son mari avec une facilité déconcertante. Mais Lois est avant tout une femme qui sait se battre pour ce qui est juste, comme son fils Malcolm. De plus, Lois porte un profond amour à ses enfants et à son mari. Elle travaille dans un supermarché, le Lucky Aide.
- Hal : le père de famille, né le 3 mars 1962. Il est irresponsable, paranoïaque et immature (sa folie augmente de saison en saison et atteint son paroxysme dans la saison 7). Il a été champion de patins à roulettes. Incapable d'être sévère, il est souvent plongé dans ses rêves et ses délires enfantins, et se plie totalement à l'autorité de son épouse. Il obéit à tous les ordres que sa femme Lois lui donne, il est soumis et est plus complice avec ses garçons. Il est extrêmement fidèle à Lois et il ne regarde jamais une autre femme. Il est employé de bureau, mais il déteste son travail.
- Francis : l'aîné de la fratrie, né le 20 janvier 1984. En rupture envers toute forme d'autorité, il a fait plus de bêtises que ses trois frères cadets réunis. Malcolm lui téléphone souvent pour avoir des conseils, surtout pour gérer/contrer leur mère. Il a tellement fait de bêtises qu'il est envoyé dans une école militaire (la Marlin Academy) au fin fond de l'Alabama, école qu'il quittera ensuite après s'être fait émanciper au début de la saison 3 pour devenir bûcheron en Alaska. Francis n'est présent à la maison que quelques épisodes par saison (pendant les vacances, les fêtes, etc.). Le reste du temps, il poursuit des aventures en parallèle souvent loin du domicile parental. Il en veut à Lois de l'avoir éloigné géographiquement de la famille, et la rend responsable de tous ses malheurs jusque dans les dernières saisons. Incapable de trouver une situation stable, Francis trouve un temps l'équilibre en se mariant avec une Amérindienne d'Alaska, Piama, puis en devenant le régisseur d'un ranch au Texas, propriété d'un couple d'Allemands débonnaires et excentriques. Il est cependant renvoyé à la suite d'une bourde, et finit comme son père, employé de bureau. Dans l'ultime épisode, Francis avoue adorer sa nouvelle vie en tant qu'employé de bureau : d'après lui, il semble enfin avoir trouvé sa place dans la société.
- Reese : le deuxième fils de la fratrie, né le 24 avril 1987. Il est très turbulent et diffère beaucoup de Malcolm contre qui il se dispute souvent. Il est celui qui joue le rôle du personnage stupide de la série, se faisant manipuler par ses frères, y compris par Jamie. À chaque fois qu'il entreprend quelque chose c'est presque tout le temps aberrant et incompréhensible, ce qui fait de lui un des personnages le plus apprécié du public. Il ne peut s'empêcher de se disputer avec ses frères ; bien qu'il les aime, les faire souffrir est un de ses passe-temps, qui en devient même une passion. Dans son école, il est plus connu pour sa violence que pour ses résultats scolaires des plus calamiteux. C'est la bête noire des enfants du quartier et des « têtes d'ampoule » de la classe de Malcolm. Il n'hésite pas à employer la manière forte pour obtenir ce qu'il veut. Reese se découvre plus tard un don : la cuisine. Il est également très à cheval sur sa coupe de cheveux.
- Dewey : le quatrième fils de la fratrie, né le 12 juillet 1993. Considéré par ses parents et par lui-même comme le chouchou de la famille, c'est le bouc émissaire favori de Malcolm et Reese, qui n'hésitent pas à le martyriser. Dewey est très intelligent et a aussi un don : il excelle dans les arts, en particulier la musique et notamment le piano. Il profite souvent de son statut de benjamin et de son regard angélique pour tirer les situations à son avantage. Pour lui éviter de subir le même sort en entrant dans la classe des « têtes d'ampoule », Malcolm lui fait fausser son test d'aptitude : Dewey se retrouve ainsi dans la classe des enfants psychologiquement perturbés, une situation pas plus enviable, et où il reste finalement pour ses nouveaux amis spéciaux. Il leur permet également de se sortir de situations compliquées et de faire face à leurs démons.
- Jamie : le cinquième fils de la fratrie, qui naît le 18 mai 2003, à la fin de la saison 4 (la grossesse de l'actrice Jane Kaczmarek pendant la quatrième saison a été incluse dans l'histoire). Jamie semble bien parti pour être aussi turbulent que ses frères. Il décourage même sa mère pendant un moment, qui a besoin de rappeler son fils aîné Francis pour se souvenir comment elle avait fini par avoir le dessus sur lui. C'est son frère Francis qui met au monde Jamie à la maison, car Hal est parti avec les garçons et il n'arrive pas à revenir à temps. Ses premiers mots sont « la ferme ! » adressés à Lois qui parle trop pour lui apprendre à parler (car il semble en retard par rapport à l'âge idéal pour parler). Tout comme Malcolm et Dewey, il est intelligent : il manipule Reese à plusieurs reprises, alors qu'il n'est encore qu'un bébé.
- Kelly : dans le dernier épisode de la dernière saison, Lois annonce à Hal qu'elle est enceinte d'un sixième enfant. Si la série se passe en même temps que la diffusion, l'enfant naît vers février 2007, on ignore encore si c'est une fille ou un garçon.
- Ida Welker, née Kenzel : la mère de Lois, née le 30 avril 1926. Elle est maléfique, cruelle, méprisante et haineuse, et elle déteste tout le monde, même sa propre fille Lois (alors qu'elle adore sa deuxième fille Susan). C'est une alcoolique et elle fume énormément. Elle est ouvertement raciste, xénophobe, et homophobe (elle est d'ailleurs persuadée que Malcolm est gay). La famille de Lois a pour origine un pays d'Europe de l'Est (non précisé), auquel elle fait souvent référence avec nostalgie. Elle n'hésite pas à porter plainte contre sa propre famille ou à droguer un homme pour le rendre à l'état de légume afin d'essayer de l'épouser pour profiter de sa fortune. Heureusement pour la famille, elle vit au Canada et ne fait que quelques apparitions tout au long de la série. Dans la saison 6, elle montre quand même qu'elle a un cœur, quand elle sauve Dewey d'une mort certaine : elle s'en tire avec une jambe amputée. Elle semble moins détester Reese que le reste de la famille car ils ont en commun le même goût de la cruauté.
- Piama Tananahaakna : native-amérindienne d'Alaska, ancienne délinquante notoire, née en 1982. Au début de la saison 3, Francis s'émancipe et quitte son école militaire pour l'Alaska, espérant gagner sa vie facilement en tant que bûcheron. Piama rencontre Francis, avec qui elle se marie au bout d'un mois. Elle est mal accueillie par Lois mais quand celle-ci est méprisée et haïe par la famille de Hal, Lois l'accepte finalement. Piama s'avère être très semblable à Lois : une femme plutôt autoritaire, dirigeant aussi son mari Francis avec facilité et ayant facilement tendance à se montrer violente envers tout le monde à la moindre contrariété.

### Les amis de la famille
- Stevie Kenarban : le meilleur ami de Malcolm, né en 1989. Il apparaît dès le premier épisode et fait partie de la classe de surdoués. Handicapé, il se déplace en fauteuil roulant. De plus, il est asthmatique et s'exprime d'une façon très lente. Gentil, poli, voire un peu coincé (tout comme ses parents), il peut cependant se révéler fourbe et se servir de son handicap pour manipuler ces derniers.
- Craig Feldspar : collègue de travail de Lois au supermarché Lucky Aide, né en 1966. Célibataire, obèse, fainéant, capricieux, la trentaine dépassée. Il est amoureux de Lois au début de la série, et n'hésite pas à l'épier en cachette. Craig a pour seul ami son chat, Caramel. Il est passionné par les comics et les jeux de rôle sur Internet. Dans certains épisodes, il évoque sa dure vie d'enfance faite de moqueries à son égard et, comme Dewey, il avait lui aussi un ami imaginaire. La personne qu'il déteste le plus est son père, qui lui reproche constamment d'avoir raté sa vie. Dans la saison 6, il a une liaison avec l'épouse de son patron. À la fin de la dernière saison, on apprend que Reese devient le colocataire de Craig.
- Abe Kenarban : le meilleur ami de Hal. Abe est aussi le père de Stevie. Il invite souvent Hal pour faire des parties de poker avec d'autres amis. Il a pour épouse Kitty Kenarban mais celle-ci le quitte. Dans la saison 6, ils se remettent ensemble. Abe et Kitty surprotègent leur fils Stevie qui n'a que peu de liberté.
- Cynthia Sanders : meilleure amie de Malcolm. Elle fait aussi partie de la classe des surdoués. Folle de Malcolm et persuadée que celui-ci est aussi amoureux d'elle, elle lui demande parfois de l'embrasser dès qu'ils se retrouvent dans des situations plus intimes. De plus, de nature joyeuse, elle est très extravertie (avec un rire singulier) et optimiste quant au monde qui l'entoure (contrairement à Malcolm).
- Jessica : amie de la famille. Elle apparaît d'abord comme la baby-sitter des garçons. Ses parents sont divorcés et son père est un alcoolique notoire. Elle sait comment manipuler les gens et prend un malin plaisir à user de ce don sur Malcolm et Reese. Elle est aussi très proche de Lois.
- Lloyd Jensen et Dabney Hooper : deux des meilleurs amis de Malcolm. Ce sont des « têtes d'ampoule ». Lloyd est psychologiquement instable, permutant entre périodes d'extrême confiance en soi et périodes de dépression. Dabney, lui, est timide, peureux et complètement soumis à sa mère castratrice, et des lapsus de sa part indiquent qu'il est probablement gay. Contrairement à Malcolm, ils sont fiers de faire partie des « têtes d'ampoule ».

### Autres personnages
- Caroline Miller : première institutrice de l'école pour surdoués de Malcolm, elle est passionnée par son travail et est très originale. Elle considère Malcolm comme son élève préféré. En voyant dans quelle famille il vit, elle décide de le placer sous sa protection.
- Commandant Edwin Spangler : commandant borgne, manchot de la main gauche, et unijambiste (on entend grincer sa fausse jambe) qui gère le lycée militaire où est scolarisé Francis, qu'il dirige d'une main de fer - qui est d'ailleurs amputée et remplacée par un crochet. Francis lui donne beaucoup de fil à retordre et lui coupe son unique main par accident après son émancipation. On retrouve le commandant Spangler en Alaska à la poursuite de ce dernier dans un épisode de la saison 3. Il avoue alors que depuis le départ de Francis, il s'ennuie et peine à trouver de nouvelles tortures à ses cadets ; après avoir été renvoyé de l'école militaire à la suite d'une enquête interne, il retrouve un équilibre en devenant surveillant sadique dans une maison de retraite, un travail que Francis lui a trouvé.
- Lavernia : une gérante dominatrice et machiavélique qui réduit ses employés (dont Francis) à l'état d'esclaves pendant la saison 3. Elle se bat même contre lui. Elle renvoie tous ses employés à la fin de la saison après que la compagnie des mines a racheté tout son terrain.
- Pete et Artie : deux employés de Lavernia avec lesquels Francis devient ami dans la saison 3. Ils sont tout le temps ensemble, et subissent presque tout le temps les mêmes choses que Lavernia inflige à Francis. À la fin de la saison, ils se font renvoyer par Lavernia (comme Francis).
- Bernard : hamster appartenant à la classe de Dewey, apparaissant dans l'épisode de la saison 3 Sueurs froides. Dewey le relâche en le mettant dans sa boule orange qu'il a auparavant rempli de nourriture, pour éviter qu'il soit confié à une brute de son école. Après cela, Bernard fait quelques petites apparitions tout au long de la saison 3. Il passe quelquefois tout près des personnages de la série, sans que ceux-ci le remarquent. Il apparaît dans les épisodes Poker, Le fou du volant, La Grosse surprise !, et même dans Héros, malgré lui, le dernier épisode de la saison.
- Nicki : petite amie de Malcolm pendant une partie de la saison 4, à partir de l'épisode 6 Touche pas à ma fille, lors duquel Malcolm lui donne des cours du soir de maths. Quand le père de Nicki interdit à Malcolm d'approcher sa fille, cette dernière doit inventer toutes sortes de stratagèmes pour le rencontrer en secret. Elle finit par le quitter à l'épisode 12 Tolérance zéro, lui reprochant son égocentrisme forcené.
- Lionel Herkabe : professeur de Malcolm, né le 8 juillet 1963. Cet ancien étudiant brillant de Harvard a gagné des millions en créant une startup sur Internet puis a tout perdu et se retrouve professeur de la classe des surdoués au collège. Totalement iconoclaste et ancienne « tête d'ampoule » lui-même enfant, il n'hésite pas à pousser ses élèves à bout pour les mettre en concurrence en créant par exemple un tableau classant le niveau de ses élèves. Il devient par la suite surveillant général, puis le proviseur-adjoint au lycée.
- Otto et Gretchen Mannkusser  : propriétaires allemands d'un ranch au Texas, appelé « Grotto » (leurs prénoms combinés). Au début de la saison 4, Francis et sa femme Piama arrivent fauchés jusqu'au Texas et rencontrent Otto et Gretchen, un vieux couple d'immigrés allemands. Otto est candide et sympathique, il accorde sa confiance facilement et donne des congés et des salaires élevés aux employés de son ranch. Francis ne s'y connaît pas beaucoup en gestion de ranch (pas plus qu'Otto) et travaille pour lui deux ans. Pendant cette période, ils deviennent de grands amis et Francis prend confiance en lui-même et se révèle enfin bon à quelque chose. Au début de la saison 6, on apprend qu'il a été renvoyé pour avoir involontairement perdu toutes les économies du ranch. Otto et Gretchen ont un fils, Rutger.
- Richie : ami de Francis. Richie est décrit comme un débile et fainéant de la part de Francis. Il apparaît souvent avec ses deux amis, Justin, qui prononce la phrase : « T'es le meilleur Francis, t'es le meilleur ! » à longueur de temps, et Circus, qui ne s'exprime que par des spasmes nerveux.
- Eric Hansen : pensionnaire dans la même école militaire que Francis, il est l'un de ses meilleurs amis pendant les trois premières saisons. Il est le fils d'un couple gay, et l'on voit ses deux pères très fiers de lui lors d'une cérémonie de remise de prix. Après avoir quitté l'académie militaire, il se rend en Alaska pour y travailler, où Francis le rejoint, mais il ne met pas longtemps à regretter ce choix, car ils sont tous deux exploités par Lavernia. On l'aperçoit une dernière fois au bord de l'autoroute en train de faire du stop alors que Francis et Piama quittent l'Alaska.

### Autres membres de la famille
- Victor Welker : père de Lois et Susan, né le 3 janvier 1930. Il apparaît dans la saison 2 en même temps qu'Ida. On sait seulement qu'à son jeune âge il était à la guerre. Dans la saison 3, il est dit qu'il est mort quand Francis vient passer Noël chez Ida. Dans la saison 4, Ida révèle qu'il s'était aussi marié avec une autre femme, ce qui amène Lois à rencontrer son autre famille dans la saison 5. Dans cet épisode, on apprend que Victor n'était pas le père biologique de Lois.
- Susan Welker : sœur cadette de Lois. C'est la fille préférée d'Ida, les deux sœurs se détestent. Hal est d'abord sorti avec elle avant de rencontrer Lois. Elle est célibataire et aimerait beaucoup avoir des enfants comme ses neveux. Dans la saison 5, elle est en danger de mort si elle n'a pas un nouveau rein, ce qui amène Lois à se faire enlever l'un des siens, montrant finalement qu'elle aime sa sœur.
- Walter : père de Hal, Claire et Amelia et veuf de Sharon. Celui-ci semble riche et est passionné par l'Histoire (la guerre de Sécession notamment). Il ne sait pas résoudre les conflits avec ses enfants, se repliant derrière une façade « humoristique » infantile (chatouille, etc.). Seul son patrimoine génétique pourrait expliquer l'intelligence de ses petits-enfants au vu des autres membres de la famille. Dans la saison 7, Hal reçoit un coup de fil et apprend que son père est décédé.

## Diffusion
La série est disponible en intégralité sur la plateforme de streaming Disney +

### En Belgique
En Belgique, la série est diffusée[Quand ?] sur Club RTL et Plug TV.
Puis :
- du 7 mars 2022 au 29 avril 2022 sur AB3.

### En France
En France, la série est diffusée pour la première fois en juin 2001 sur Série Club (exclusivité saisons 1 et 2). Puis :
- du 24 décembre 2001 au 22 mars 2007 sur M6 ;
- le 29 août 2005 sur Paris Première (exclusivité saison 6) ;
- puis rediffusée depuis le 2 septembre 2011 / en décembre 2013 / 1er décembre 2014 / 20 juillet 2015 / 27 juin 2016 jusqu'à septembre 2016 sur W9 ;[pas clair]
- de décembre 2015 - 12 décembre 2016[pas clair] à février 2017 sur 6ter ;
- du 1er juillet 2019 au 22 septembre 2019 sur W9 ;
- du 26 mars 2020 au 15 mai 2020 sur 6ter ;
- du 3 janvier 2021 au 5 septembre 2021 sur Warner TV.
- du 6 juin 2021 au 19 septembre 2021 sur W9, et quotidiennement du lundi au vendredi du 28 juin 2021 au 27 août 2021 ;
- du 28 mars 2022 au 22 juillet 2022, puis à partir du 22 août 2022 jusqu’au 1er janvier 2023 sur Gulli.
- depuis le 7 janvier 2023 au 2 septembre 2023 sur Warner TV.
- depuis le 10 juillet 2023 au 1er septembre 2023 sur W9.
- depuis le 28 avril 2025 sur Gulli

### Au Québec
Au Québec, la série est diffusée à partir du 23 janvier 2001[Jusqu'à quand ?] sur Télé-Québec.

### En Suisse
En Suisse, la série est diffusée[Quand ?] sur RTS Un puis RTS Deux.

## Autour de la série

### Casting
La série met en scène un casting d'acteurs invités de choix : on y voit passer notamment, le temps d'un ou de quelques épisodes, Robert Loggia, Susan Sarandon, Christopher Lloyd, Brenda Strong, Rosanna Arquette ou George Takei ; d'autres jeunes acteurs y font leurs débuts, tels que Shawn Pyfrom, Cameron Monaghan ou Emma Stone. Plusieurs d'entre eux joueront ensuite dans la série Desperate Housewives (Gary Anthony Williams, Kurt Fuller, Shawn Pyfrom, Meagen Fay, Brenda Strong, Laurie Metcalf, Lyndsy Fonseca, Kathryn Joosten).

### Originalité
Outre l'humour décapant des scénarios, qui a rendu la série très populaire aux États-Unis, l'originalité de la série réside dans le fait que le téléspectateur voit ce quotidien sous le regard déformant de Malcolm, qui a la particularité de prendre à témoin le téléspectateur en aparté (via la caméra) pour faire part de ce qu'il ressent face aux diverses situations ou pour justifier ses choix, brisant ainsi régulièrement le quatrième mur.
En dehors des fréquents apartés de Malcolm s'adressant aux téléspectateurs via la caméra, les caractéristiques de la série, dans son tournage et sa structure, et dont beaucoup ont fortement influencé les séries et programmes ultérieurs, sont les suivantes :
- une courte introduction pré-générique présentant un ou plusieurs membres de la famille dans une situation absurde qui n'a rien ou peu à voir avec l'intrigue principale de l'épisode ;
- le son d'un coup de fouet en une fraction de seconde comme transition d'une scène à une autre ;
- un brusque passage au noir à la fin de chaque segment, accompagné du son d'une porte qui claque.

De plus, dans le souci d'éviter tout point d'ancrage de la famille de Malcolm et de se permettre toutes les fantaisies possibles, on ignore le lieu dans lequel la série se déroule (seuls indices, lors des saisons 1 et 2 l'école militaire de Francis en Alabama se situe à 1 000 km et 8 h de route, et lors la saison 3 l'Alaska se situe à 8 000 km de la maison familiale). Dans l'épisode où Hal devient le chef de l'association de quartier on entend dire que c'est un quartier de New Castle mais dans l'épisode 5 de la saison 7, on voit le logo de l'entreprise VTG Systems (Hal fonçant dans l'emblème pour tuer une abeille), entreprise qui se situe à Pinellas Park en Floride. Enfin, les plaques d'immatriculation de la voiture de la famille semblent être californiennes.
De la même manière, la famille de Malcolm n'a pas de nom de famille. Le nom « Wilkerson » n'apparaît que sur un badge que porte Francis à l'école militaire, dans le premier épisode. Ce nom a été choisi pour faciliter à l'époque la promotion de la série auprès des médias. Mais ensuite, le créateur de la série, Linwood Boomer, a décidé de ne pas attribuer du tout de nom de famille aux personnages, afin de ne pas les cataloguer dans un groupe ethnique ou religieux. Bien avant que cet épisode ne soit tourné, lorsque cette question récurrente lui est posée, Bryan Cranston aime répondre « Our last name is Nolastname » (en français : Notre nom de famille est PasDeNomDeFamille). C'est d'ailleurs le nom que l'on peut lire brièvement sur le badge de Francis dans le dernier épisode, et c'est le nom que semble prononcer le principal du lycée, malgré le larsen qui couvre sa voix, quand il annonce Malcolm pour le discours de fin d'année.
On sait par contre que la mère de Lois, Ida, a pour origine un pays slave et austère d'Europe de l'Est, sans pour autant que ce pays soit précisé.

### Anecdotes
Le créateur de la série, Linwood Boomer, également acteur, a notamment joué le rôle d'Adam Kendall, l'époux de Mary Ingalls dans la série La Petite Maison dans la prairie, avant de réaliser Malcolm. Il joue le rôle de Loanshark le Mafieux dans l'épisode final de Malcolm.
L'acteur Aaron Paul, qui joue aux côtés de Bryan Cranston dans la série Breaking Bad, a auditionné pour le rôle de Francis.
Durant les saisons 4 à 7, le rôle de Jamie, le plus jeune frère de Malcolm, est interprété par les jumeaux James et Lukas Rodriguez. La loi américaine autorise les enfants à quelques minutes de tournage par jour, ainsi l'utilisation de jumeaux permet de doubler ce temps réglementaire.
Frankie Muniz (Malcolm), né le 5 décembre 1985, et Justin Berfield (Reese), né le 25 février 1986, ont quasiment le même âge. Justin Berfield a pourtant joué le rôle de Reese, le grand frère de Malcolm, alors qu'il a trois mois de moins que Frankie Muniz, ce dernier étant moins grand que Justin Berfield au début du tournage de la série. Dans la dernière saison, Malcolm a 18 ans et Reese en a 19, mais en réalité, les deux acteurs avaient tous deux déjà 21 ans à l'époque.
Jane Kaczmarek, alors enceinte de son troisième enfant durant le tournage de la saison 4, a contraint les scénaristes à inventer une grossesse à Lois. C'est ainsi qu'est apparu le personnage de Jamie, le cinquième fils de la famille.
Au cours des deux dernières saisons, l'acteur Christopher Masterson, qui joue le rôle de Francis, réduit son temps à l'écran pour se consacrer à l'écriture et à la réalisation de certains épisodes.
La série a fait de Frankie Muniz l'un des enfants acteurs les plus rentables de l'année 2003. Le magazine Forbes le classait 95e dans le top 100 des célébrités les mieux payées de l'année 2004.
Le 18 septembre 2012, l'équipe (sauf Erik Per Sullivan) s'est réunie pour des retrouvailles six ans après la fin de la série.
Une rumeur a longtemps circulé que deux mini-AVC-AIT auraient fait oublier peu à peu ses années Malcolm à Frankie Muniz, : Il expliquera dans le podcast de Steve-O qu'il aurait en fait subi des migraines ophtalmiques mal diagnostiquées et que ses souvenirs lui manquaient simplement car sa jeunesse fut beaucoup trop remplie

## Nouvelle série
En 2016, Bryan Cranston exprime son intérêt pour organiser une réunion. En 2021, Frankie Muniz, dans un épisode de podcast de Steve-O, révèle que Cranston écrivait un script pour un film et que tout le casting principal était prêt à revenir sauf un, sans donner l'identité. En décembre 2023, il est supposé que la personne qui ne reviendrait pas serait le créateur de la série, Linwood Boomer, dans un épisode du podcast de Mayim Bialik et qu'il donnerait son autorisation si deux auteurs précis de la série revenaient.
En décembre 2024, une vidéo annonce une mini-série de quatre épisodes est en production pour Disney+ avec Muniz, Cranston et Kaczmarek confirmés pour reprendre leurs rôles. Elle suivra Malcolm et sa fille alors que Hal et Lois veulent réunir la famille pour leur 40e anniversaire de mariage,. Le projet était initialement pensé comme un film de deux heures avant d'être confirmé dans une mini-série de quatre épisodes de 30 minutes. Le tournage est prévu pour avril 2025, afin de suivre le planning de Muniz comme pilote de NASCAR. En mars 2025, les retours de Berfield et Masterson sont confirmés, mais Erik Per Sullivan, qui a mis fin à sa carrière d'acteur depuis 2010 et n'ayant aucune volonté de la reprendre, sera remplacé par Caleb Ellsworth-Clark dans le rôle de Dewey. Anthony Timpano (Jamie), Vaughan Murrae (Kelly, le sixième de la fratrie), Kiana Madeira (Tristan, la compagne de Malcolm) et Keeley Karsten (Leah, la fille de Malcolm) rejoignent la distribution.

## Héritage dans la culture populaire
- Dans l'épisode Tant qu'il y aurait des pommes de Les Griffin, Brian regarde cette série.
- L'acteur Bryan Cranston, après la fin de la série, a joué le rôle de Walter White, le personnage principal de la série Breaking Bad. Dans une fin alternative de l'ultime saison (tournée spécialement pour la sortie DVD), il y rejouera le rôle du père de Malcolm, se réveillant en sursaut dans son lit aux côtés de Lois, après avoir vécu en rêve la vie de Walter White.
- En 2002, Frankie Muniz joue son propre rôle dans un épisode de la série de Disney Channel, Lizzie McGuire. L'épisode dans lequel il apparaît se nomme en anglais Lizzie in the Middle (Un garçon pas comme les autres, saison 2 épisode 15) et fait référence au titre original de la série[34].
- Parmi les extraits n'appartenant pas à la série que l'on peut voir dans le générique, on peut trouver (dans l'ordre) des scènes de : l'animé Nazca, Un million d'années avant J.C., Le Choc des Titans, une compil' des cascades les plus barjos qui soient, La Créature de la mer hantée et enfin de Le Cerveau de la planète Arous[35],[36].
- L'épisode 6 de la série télévisée WandaVision rend hommage au générique de la série.

## Médias

### Sorties DVD et Blu-ray
À l'origine la parution DVD de la série semblait impossible en France à cause des droits musicaux de certains titres présents dans de nombreux épisodes. Finalement, depuis début 2014, Showshank Films et The Corporation Paris ont acheté les droits de la série pour l'édition DVD :
- La saison 1 est sortie le 4 mars 2014 ;
- La saison 2 est parue le 4 avril 2014 ;
- La saison 3 est parue le 2 septembre 2014 ;
- La saison 4 est parue le 2 décembre 2014 ;
- La saison 5 est parue le 3 février 2015 ;
- La saison 6 est parue le 7 avril 2015 ;
- La saison 7 est parue le 18 août 2015 ;
- Le coffret de l'intégrale des saisons 1 à 7 est paru le 3 novembre 2015 ;
- Le coffret de l'intégrale en édition limitée des saisons 1 à 7 est paru le 18 octobre 2016 ;
- Le coffret de l'intégrale est paru le 16 octobre 2018.

Sortie en coffret intégrale Blu-ray en Allemagne en septembre 2019, mais toujours pas en Blu-ray dans les autres pays.

### Vidéo à la demande
En France, la série est visionnable sur la plateforme Disney+. La plateforme française Salto avait également proposé de la visionner avant sa fermeture définitive.
Du 15 juillet 2020 au 15 juillet 2021, Amazon Prime Video a proposé les épisodes de la série sur sa plateforme.

## Récompenses
La série a été de nombreuses fois nommée et a remporté plusieurs récompenses au cours de ses années de production, parmi lesquelles :
- Emmy Award 2000 : Meilleure réalisation de Todd Holland pour l'épisode Je ne suis pas un monstre (Pilot 1-1).
- Emmy Award 2000 : Meilleur scénario de Linwood Boomer pour l'épisode Je ne suis pas un monstre (Pilot 1-1).
- Emmy Award 2001 : Meilleure réalisation de Todd Holland pour l'épisode Pile et face (Bowling 2-20).
- Emmy Award 2002 : Meilleur scénario de Alex Reid pour l'épisode Pile et face (Bowling 2-20).
- Emmy Award 2002 : Meilleure guest star féminine dans une série comique pour Cloris Leachman.
- Emmy Award 2003 : Meilleur montage de Steve Welch pour l'épisode Si les garçons étaient des filles (If Boys Were Girls 4-10).
- Emmy Award 2006 : Meilleure guest star féminine dans une série comique pour Cloris Leachman.